# Záchranná stanice hl. m. Prahy pro volně žijící živočichy
Záchranná stanice hlavního města Prahy pro volně žijící živočichy je provozována hlavním městem Praha od roku 2012 a je součástí příspěvkové organizace Lesy hl. m. Prahy.

## Poslání stanice
Posláním této záchranné stanice je pomoc zraněným nebo jinak handicapovaným volně žijícím živočichům na území Prahy s cílem navrátit je (po jejich zotavení) zpět do pražské přírody. Stanice v Jinonicích je součástí Národní sítě záchranných stanic České republiky. Tato síť sdružuje záchranné stanice lokalizované na území České republiky a zároveň též garantuje vysokou odbornou úroveň péče o volně žijící živočichy, kterým je v jednotlivých záchranných stanicích poskytována nezbytná pomoc.

## Statistika stanice
Jinonická záchranná stanice je jednou z nejvytíženějších záchranných stanic na území ČR, ročně přijímá kolem 4 až 5 tisíc živočichů.
- V roce 2016 přijala záchranná stanice 3 707 pacientů;[3]
- v kalendářním roce 2017 přijala stanice celkem 4 134 živočichů;[3]
- v roce 2018 dokonce 4 712 zvířat;[2][3]
- v roce 2019 to bylo 5 368 jedinců[5][3] (138 různých druhů);[1]
- v „pandemickém“ roce 2020 prošlo stanicí celkem 5 186 pacientů (a to 143 různých druhů);[5][3]
- v roce 2021 přijala záchranná stanice 5 275 pacientů;
- v roce 2022 to bylo 5 175 zvířecích klientů;[6]
- v roce 2023 prošlo stanicí 5 740 zvířat a[6]
- v roce 2024 to už bylo 6 790 živočichů.[6][pozn. 3]

Záchranná stanice je schopna pečovat i o veverky:
- V roce 2018 bylo do stanice v Jinonicích přijato 92 veverek (z toho 69 nesamostatných mláďat);[3]
- v roce 2019 stanicí prošlo 121 veverek (z toho 98 nesamostatných mláďat);[3]
- v „pandemickém“ roce 2020 bylo přijato a ošetřeno celkem 143 veverek (z toho 124 nesamostatných mláďat);[5][3][pozn. 4]

### Rok 2020
- Z celkového množství 5 186 pacientů v roce 2020 ošetřila stanice (ve 41% všech řešených případů) zraněné živočichy[3] (po střetech s vozidly, po pokousání jiným živočichem nebo po nárazech do překážek, jimiž jsou většinou skleněné plochy či tramvajová vedení).[5] V dalších 33% (ze všech řešených případů) se jednalo o malá, nesamostatná mláďata.[3] Další zásahy si vyžádalo vyprošťování uvízlých zvířat (10%)[3] a záchrana vysílených jedinců (7%).[3] Ve zbylých 8% ostatních živočichů šlo o případy infekce, otravy nebo zranění např. při pokusech o únik ze zajetí apod.[3]

- Z celkového množství 5 186 přijatých zvířecích pacientů v roce 2020 bylo 2 530 malých, nesamostatných mláďat (49% přijatých případů).[3][5] Dospělých zvířecích pacientů bylo 1 728 (tj. 33%).[5][3] Ve zbylých 18% (928 jedinců) se jednalo o živočichy (mláďata) s odhadovaným věkem maximálně do jednoho roku.[5][3]

- Podle statistiky si nejvíce zásahů vyžádal měsíc červen 2020, kdy stanice v tzv. sezóně mláďat přijala a ošetřila 935 zvířecích pacientů.[5][3]

- Podle území se do jinonické záchranné stanice dostalo nejvíce živočichů z území Prahy 4 (489 případů), na druhém místě pak z regionu Prahy 5 (482 jedinců) a na třetím místě pak z městské části Praha 6 (432 živočichů).[3]

- Statistika důvodů, proč se veverka/veverky stala/staly v roce 2020 pacientem/pacienty záchranné stanice v Jinonicích byla následující:[3]
  - osiřelé mládě/mláďata (65%);[3]
  - zraněný jedinec (24%);[3]
  - zničené veverčí hnízdo (10%)[3] a
  - ostatní důvody (1%).[3]

- Dvě třetiny zraněných či jinak handicapovaných jedinců tvořili ptáci; zbývající zhruba třetina připadla na savce.[5][1] Z ptačích druhů to byli následující počty:[5]
  - holub hřivnáč (562 jedinců);
  - kachna divoká (530 pacientů);
  - hrdlička zahradní (170 opeřenců);
  - labuť velká (163 zvířat);
  - poštolka obecná (140 živočichů);
  - rorýs obecný (127 ptáků);
  - sýkora koňadra (125 kusů).[5]

Příklady některých početně silně zastoupených druhů opeřenců (ilustrační fotografie)
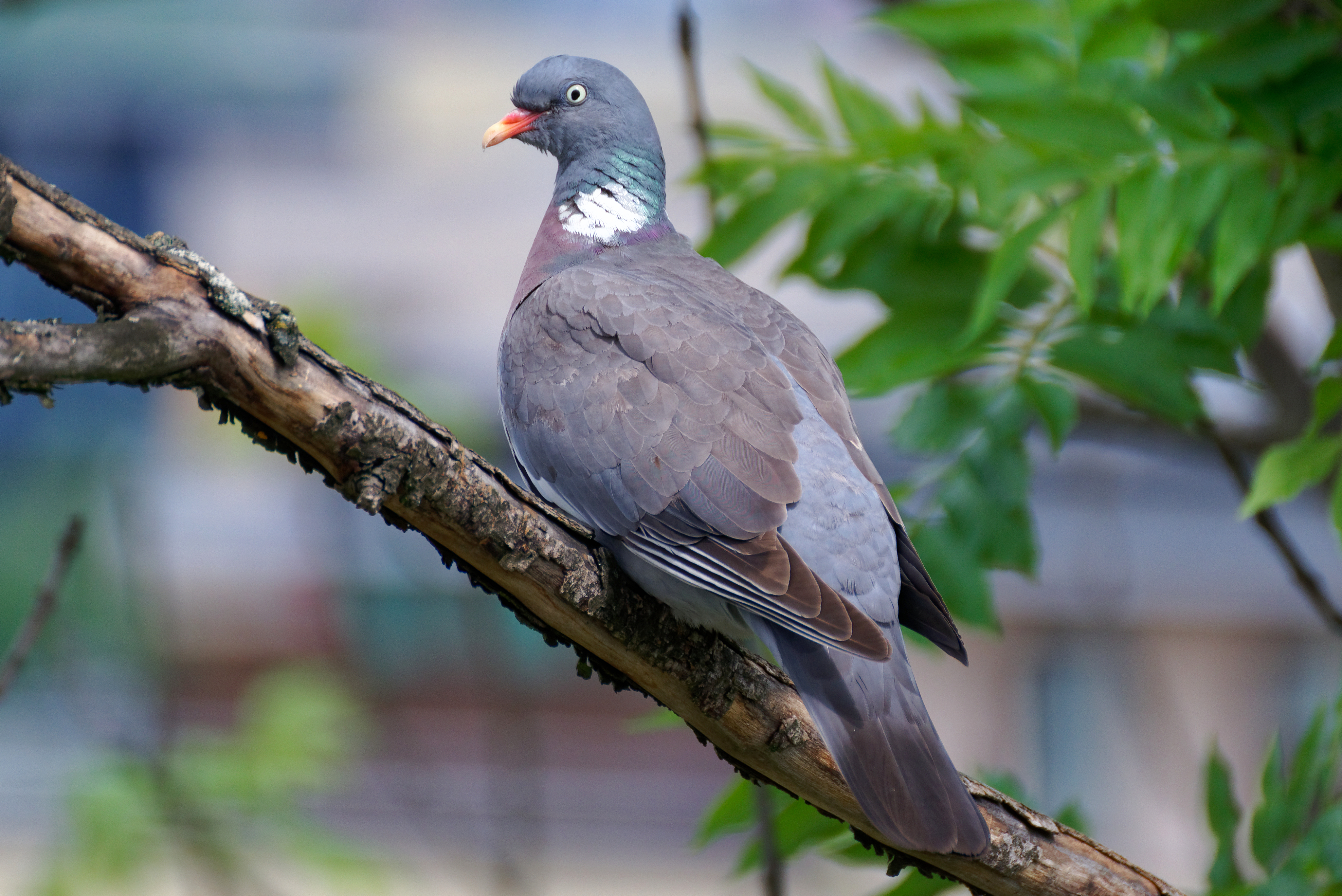
holub hřivnáč
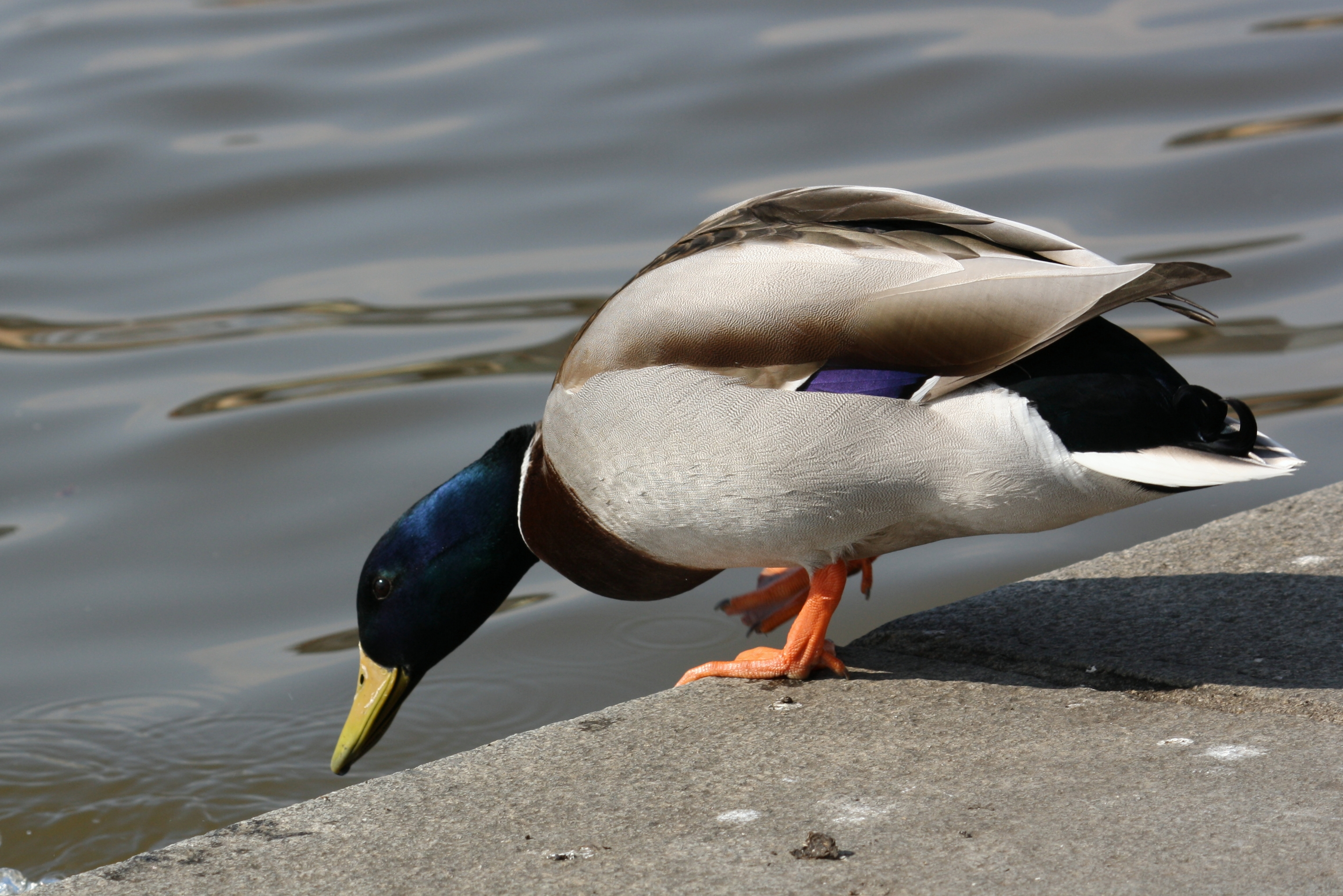
kachna divoká
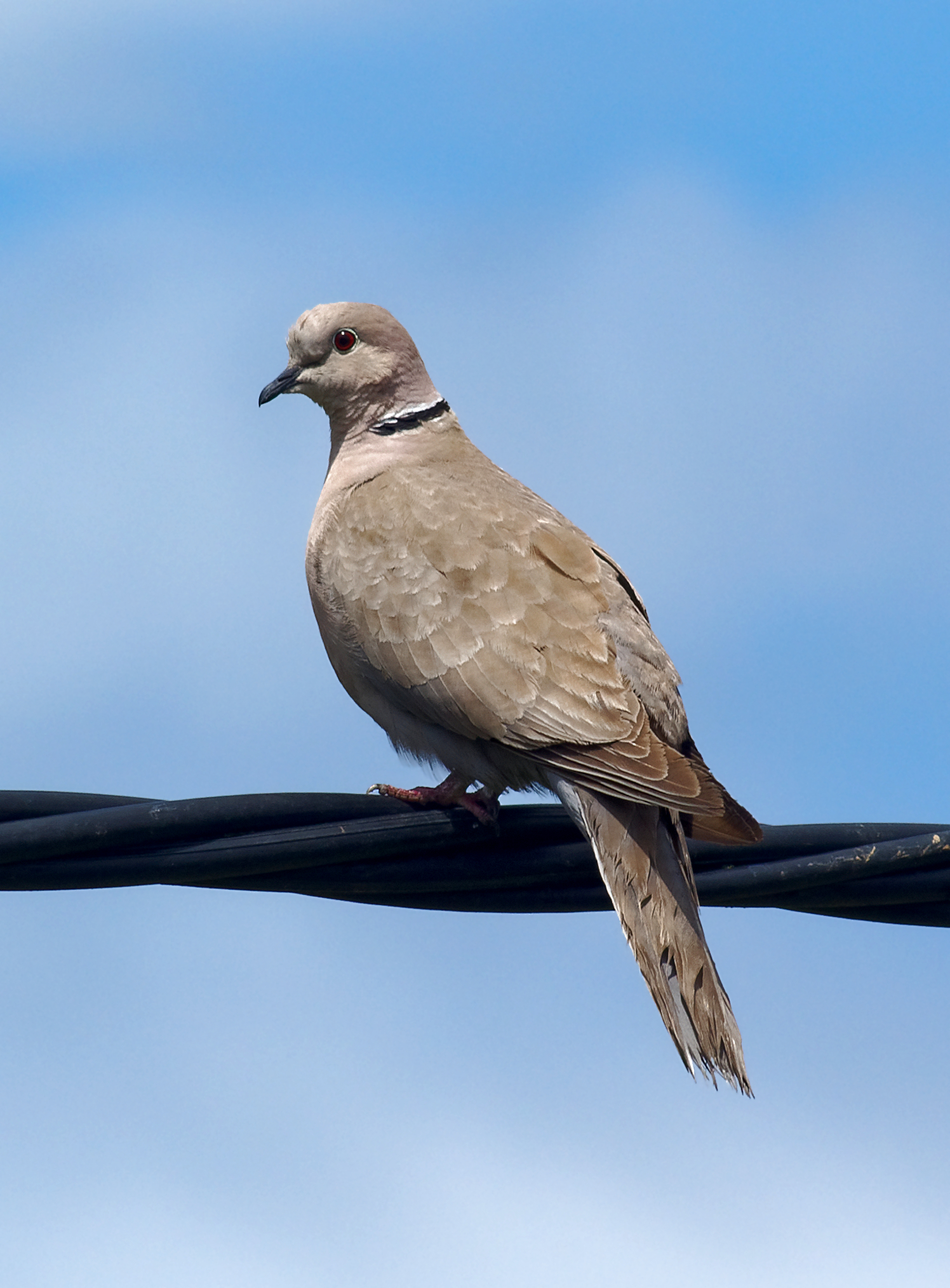
hrdlička zahradní
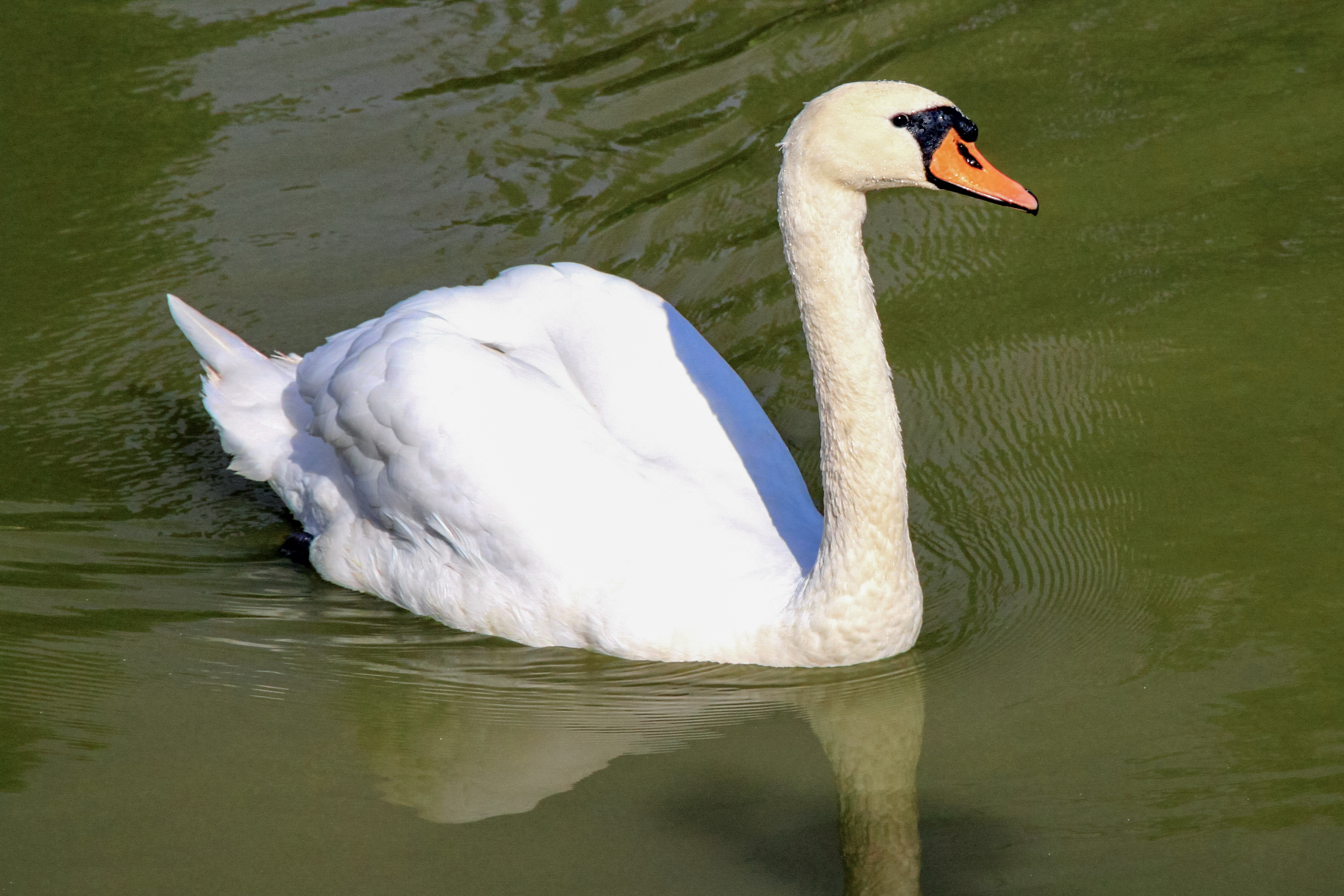
labuť velká
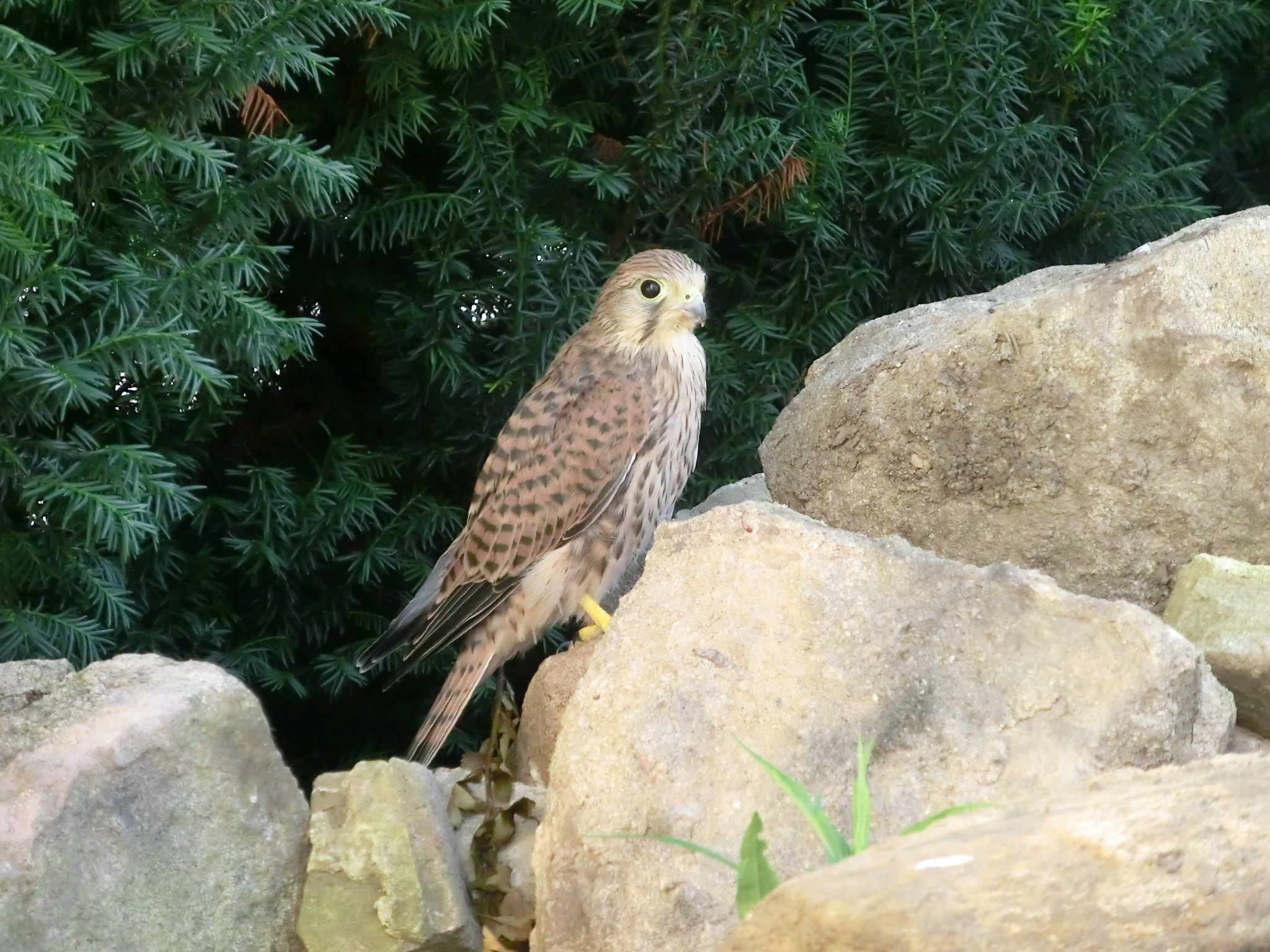
poštolka obecná
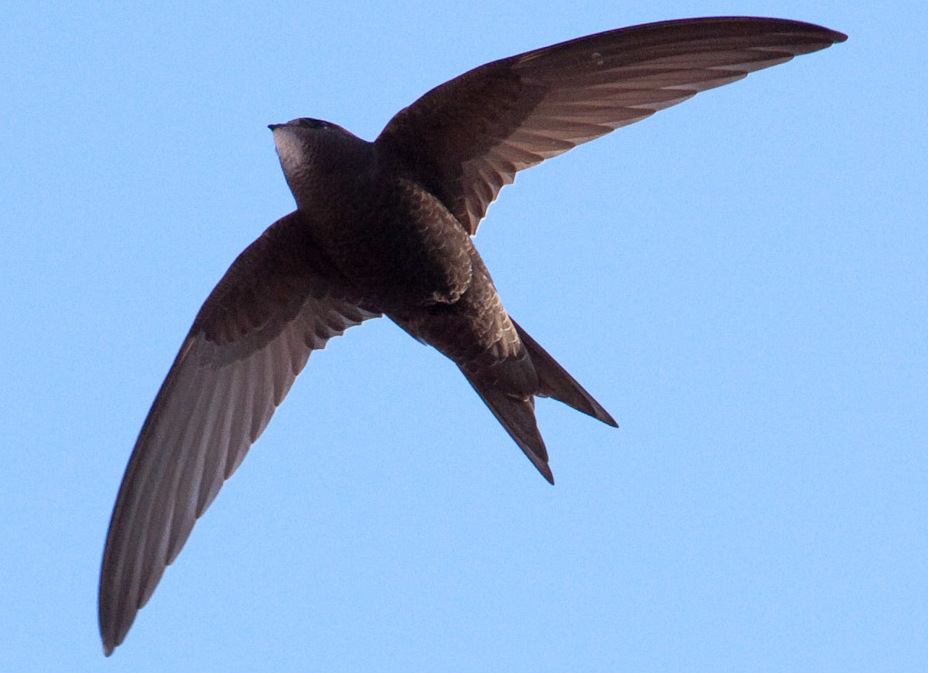
rorýs obecný
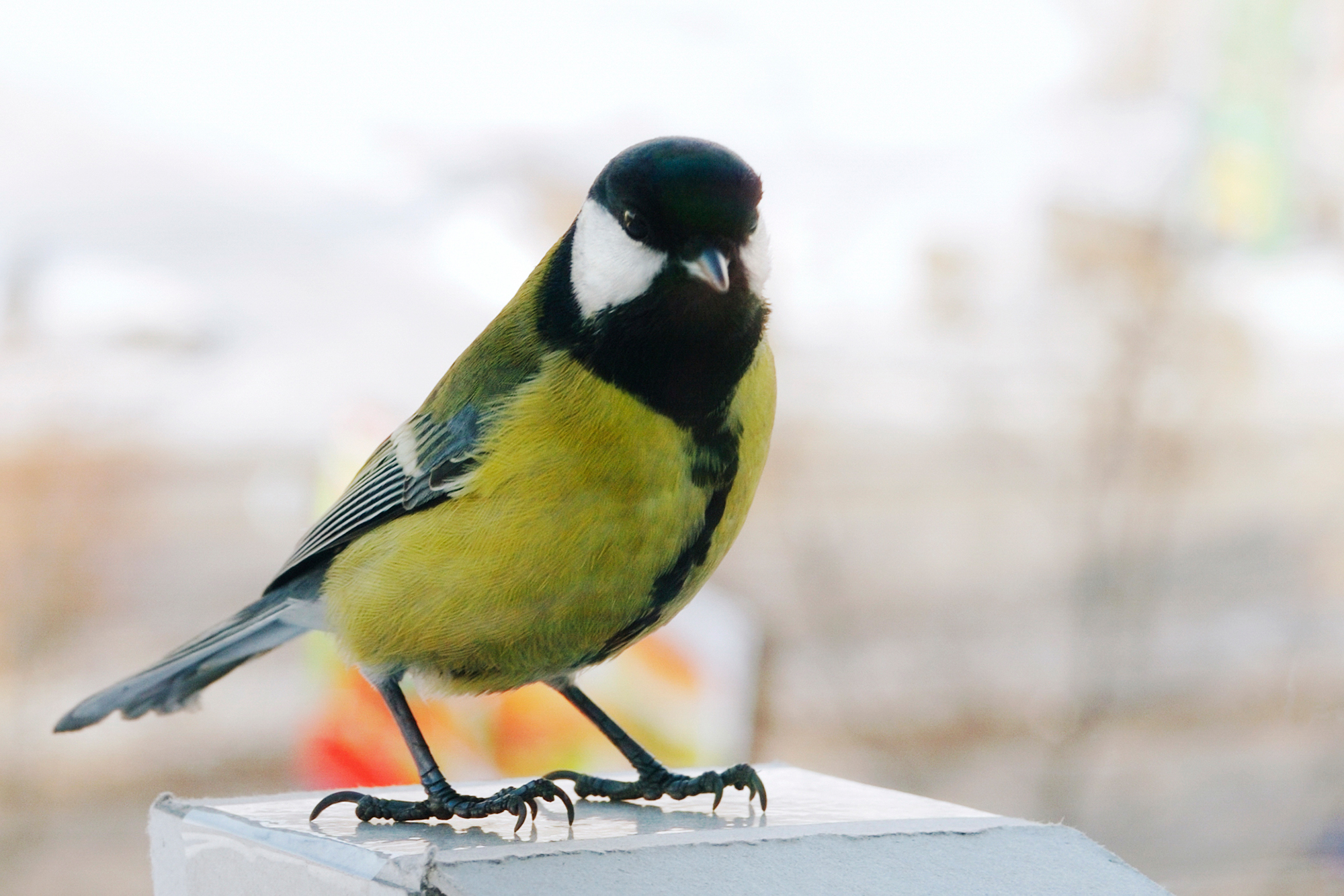
sýkora koňadra

- Kromě veverek záchranná stanice v roce 2020 přijímala i:[5]
  - ježky (400 ježků východních, 265 ježků západních);
  - zajíce polní (224 jedinců) nebo
  - netopýry různých druhů (celkem 108 zvířat, převážně netopýry rezavé a netopýry pestré).[5]

Příklady některých druhů přijímaných a ošetřovaných jedinců (ilustrační fotografie)
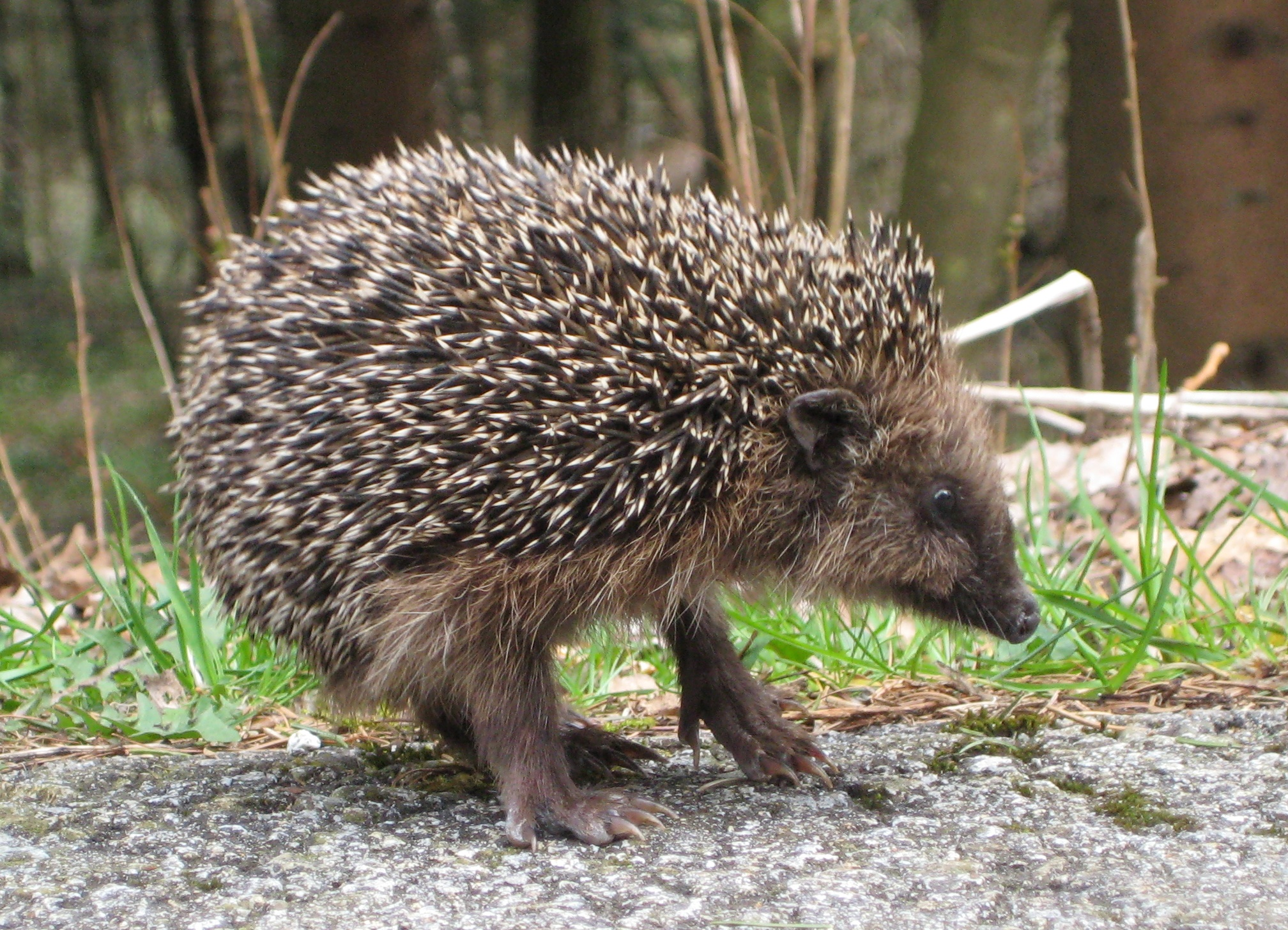
Ježek západní
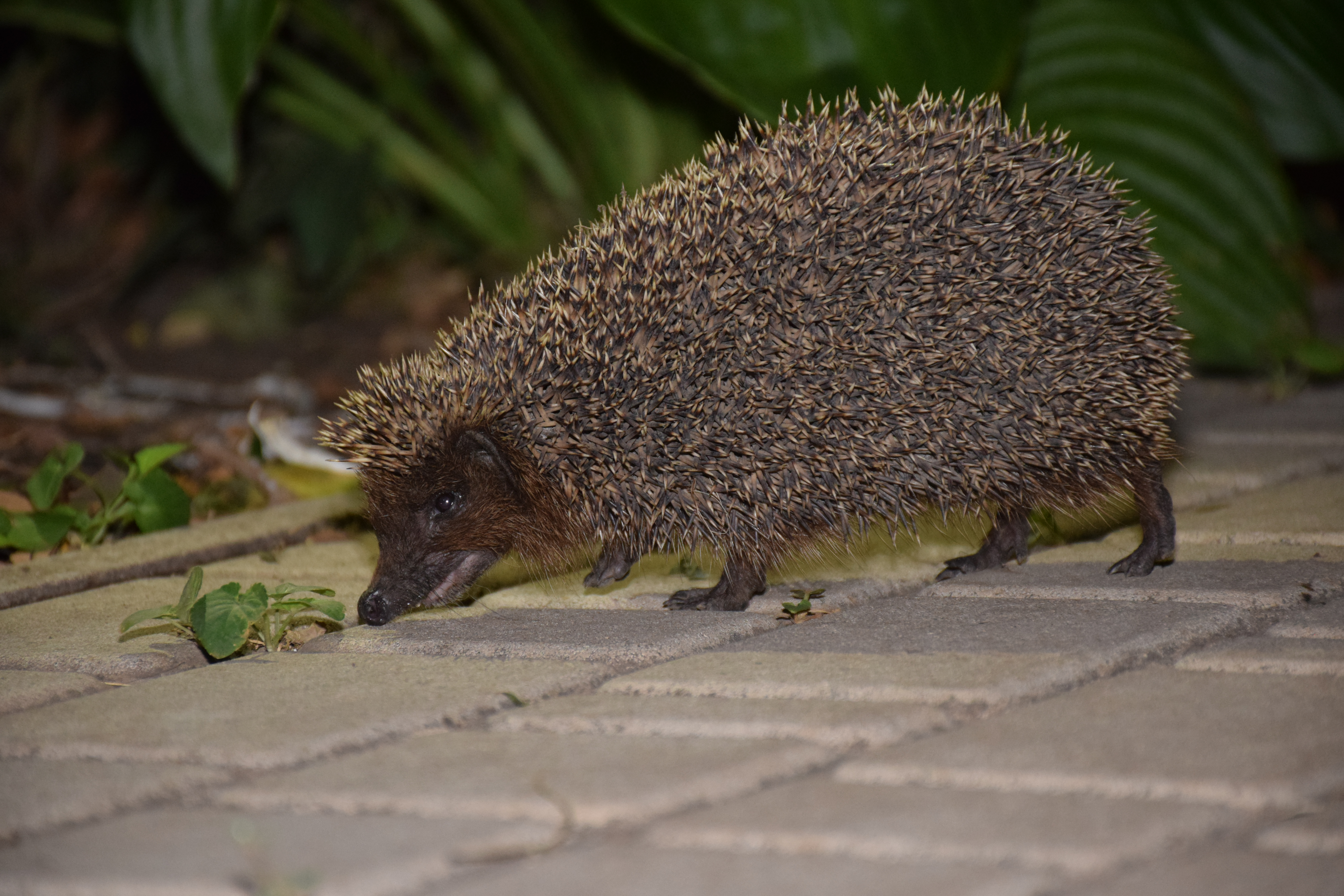
Ježek východní
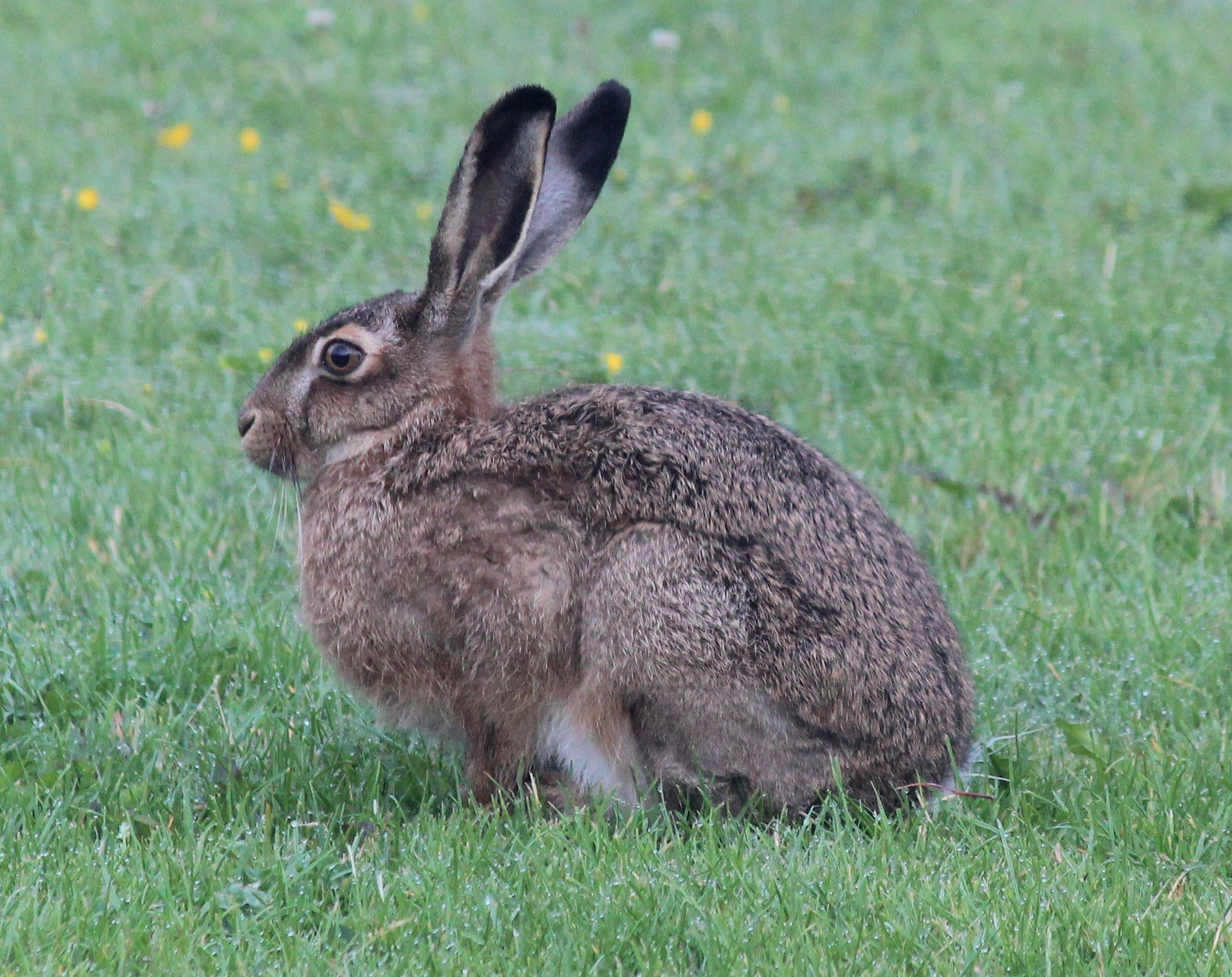
Zajíc polní
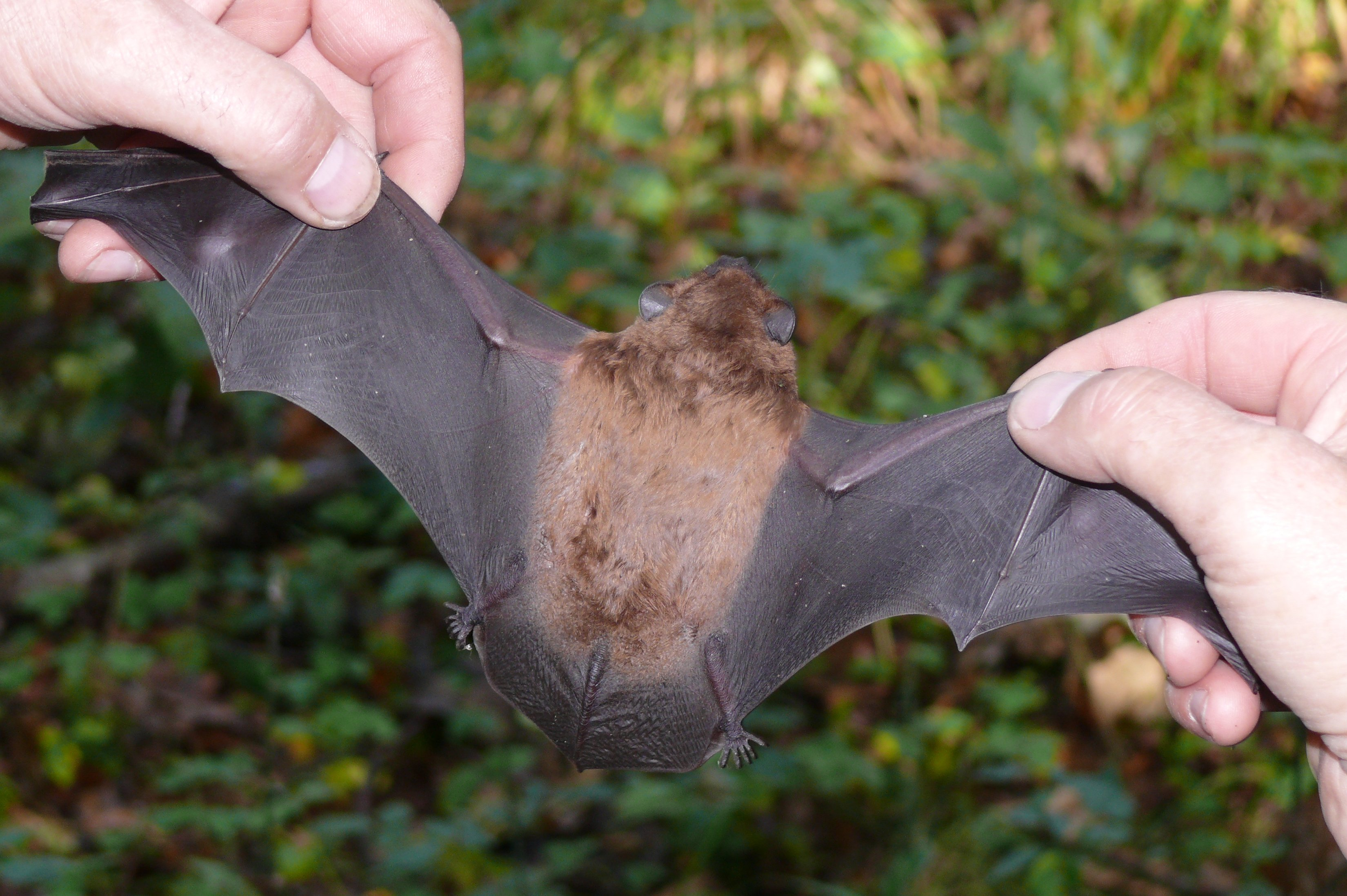
Netopýr rezavý
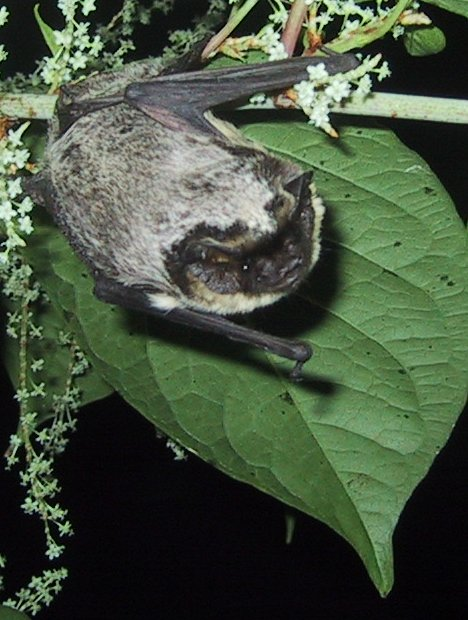
Netopýr pestrý

## Ekologie
Jinonická záchranná stanice je součástí Střediska ekologické výchovy Lesů hl. m. Prahy. Díky tomu se stanice zapojuje i do environmentálně zaměřených programů a aktivit určených pro Pražany, které toto středisko ekologické výchovy celoročně pořádá. Širokou veřejnost tak mohou pracovníci záchranné stanice touto cestou seznamovat s aspekty života volně žijících živočichů v městském prostředí, s problémy souvisejícími s jejich ochranou a také s otázkami, jenž se týkají průběžné celoroční péče o ně..

## Rozsah péče
Stanice může přijímat (s výjimkou rysů, medvědů a vlků) všechny druhy volně žijících živočichů. Nejčastěji se ale jedná o ježky (ježek východní), poštolky, labutě, kachny, netopýry, rorýse, zajíce a kosi. Kromě menších a drobných živočichů se mezi zvířecími pacienty mohou objevit i jeleni, daňci, srnci, mufloni, sovy, vydry nebo bobři.
Asi pětina přijatých a ošetřovaných volně žijících živočichů patří mezi zvláště chráněné druhy (vydra říční, sova pálená, křeček polní, ledňáček říční, sokol stěhovavý, výr velký, dudek chocholatý, bobr evropský, plch velký, ...). Zranění živočichů jsou způsobena střety s lidmi nebo jako následek lidských činností či „konfliktu přírody s městskou civilizací“. Samostatnou, leč velkou část pacientů jinonické záchranné stanice tvoří nesamostatná či opuštěná mláďata po ztrátě rodičů nebo hnízda, která by ve volné přírodě bez lidské pomoci nepřežila.

## Lesní zookoutky
Uzdravení a zotavení živočichové se po rekonvalescenci v záchranné stanici vracejí zpět do volné přírody s výjimkou těch, kteří zůstávají trvale postiženi nějakým handicapem. Takoví jedinci jsou umísťováni do detašovaných pracovišť záchranné stanice – do tzv. lesních zookoutků (provozovaných příspěvkovou organizací Lesy hl. m. Prahy) v pražských lesoparcích. Pražané si ve volně přístupných lesních zookoutcích mohou zvířata prohlédnout a tato místa slouží i pražským lesníkům pro pořádání vzdělávacích a osvětových akcí určených nejen dětem, ale i široké veřejnosti. Jinonická záchranná stanice využívá zázemí lesního zookoutku v Malé Chuchli k organizování ekologicko–výchovných programů pro školy a pro pořádání víkendových akcí určených široké veřejnosti.

Zookoutky
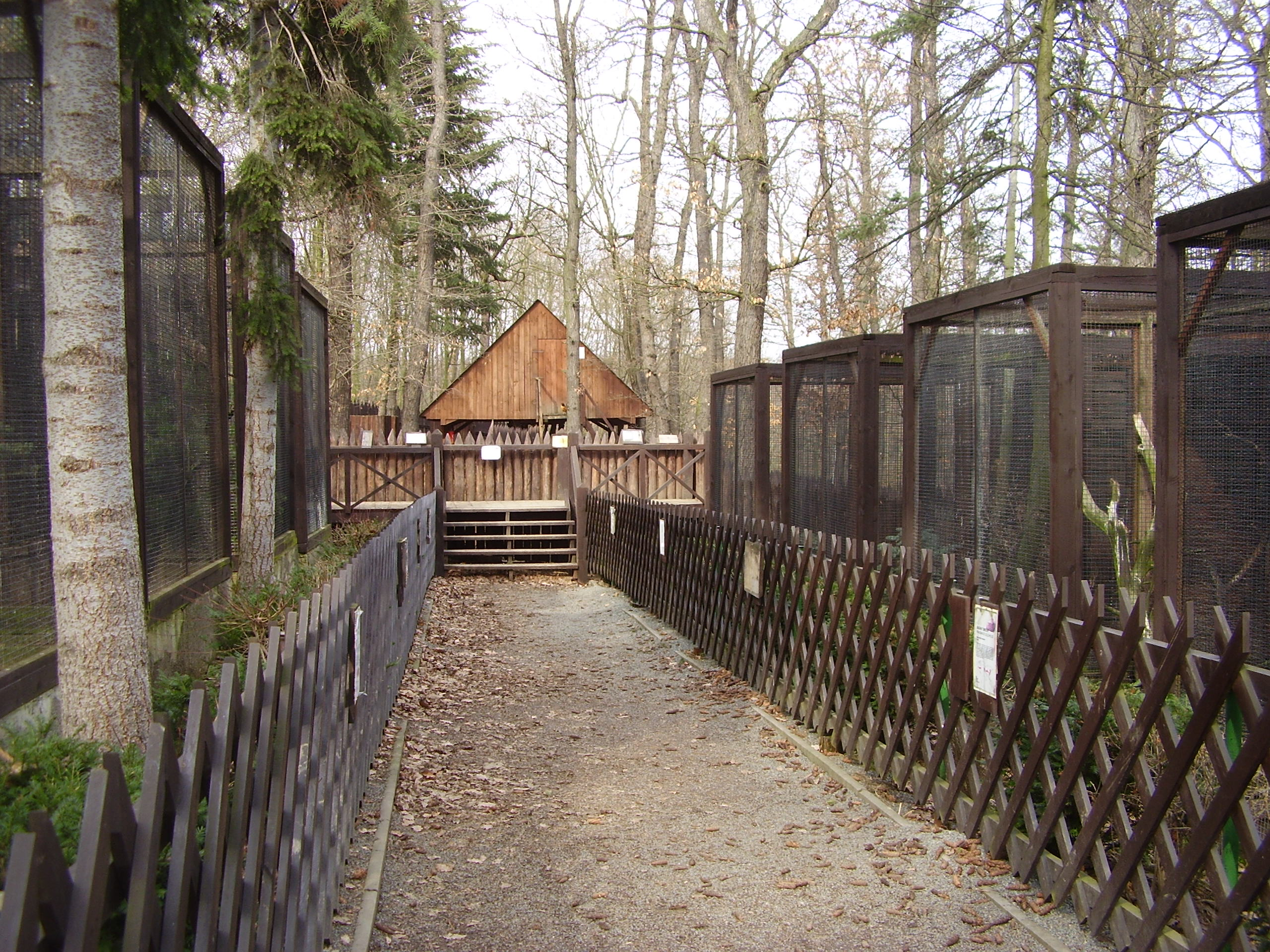
Klece se zvířaty a volný výběh v pozadí – lesní zookoutek v Malé Chuchli
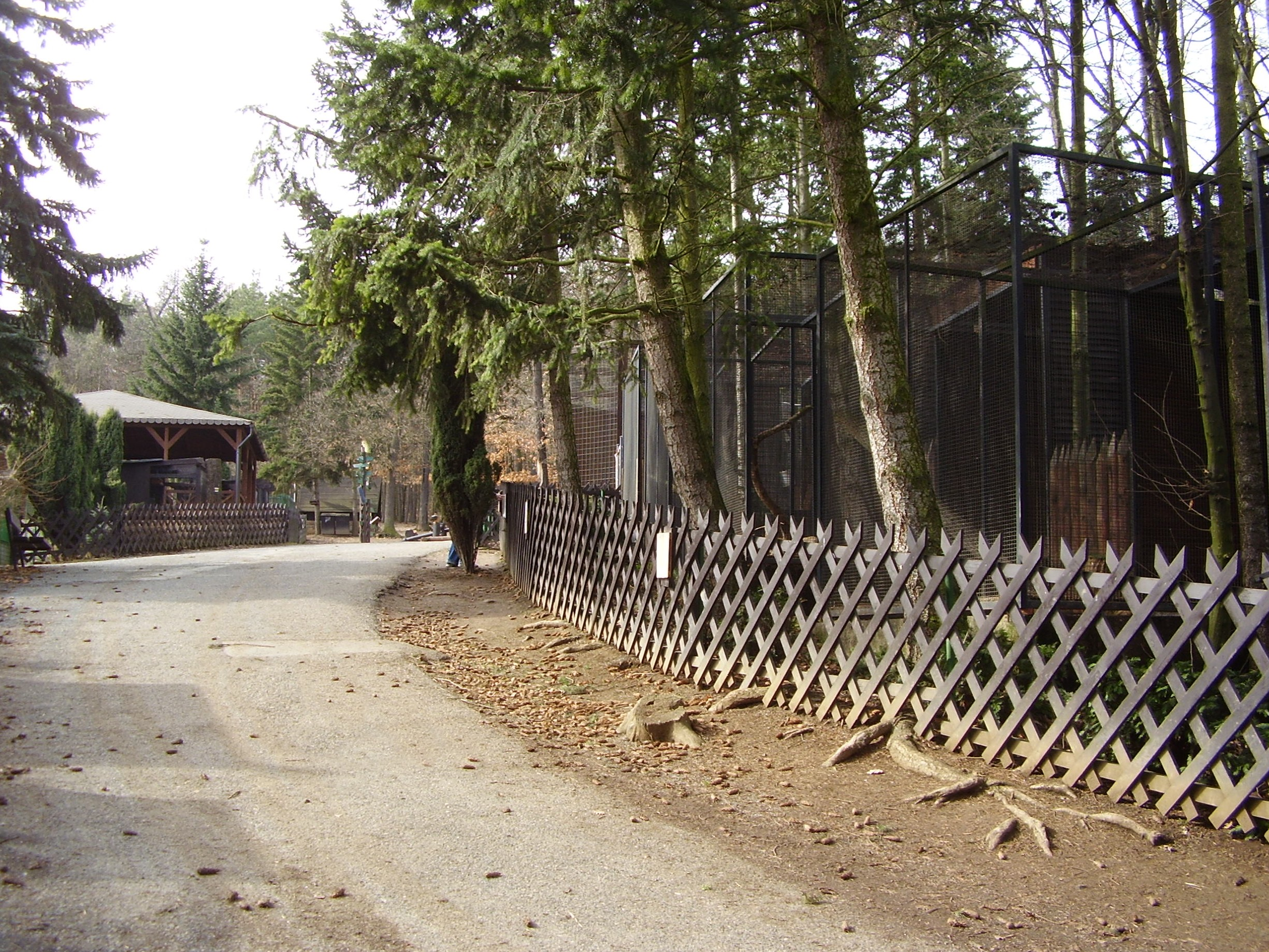
Klece a výběhy se zvířaty – lesní zookoutek v Malé Chuchli
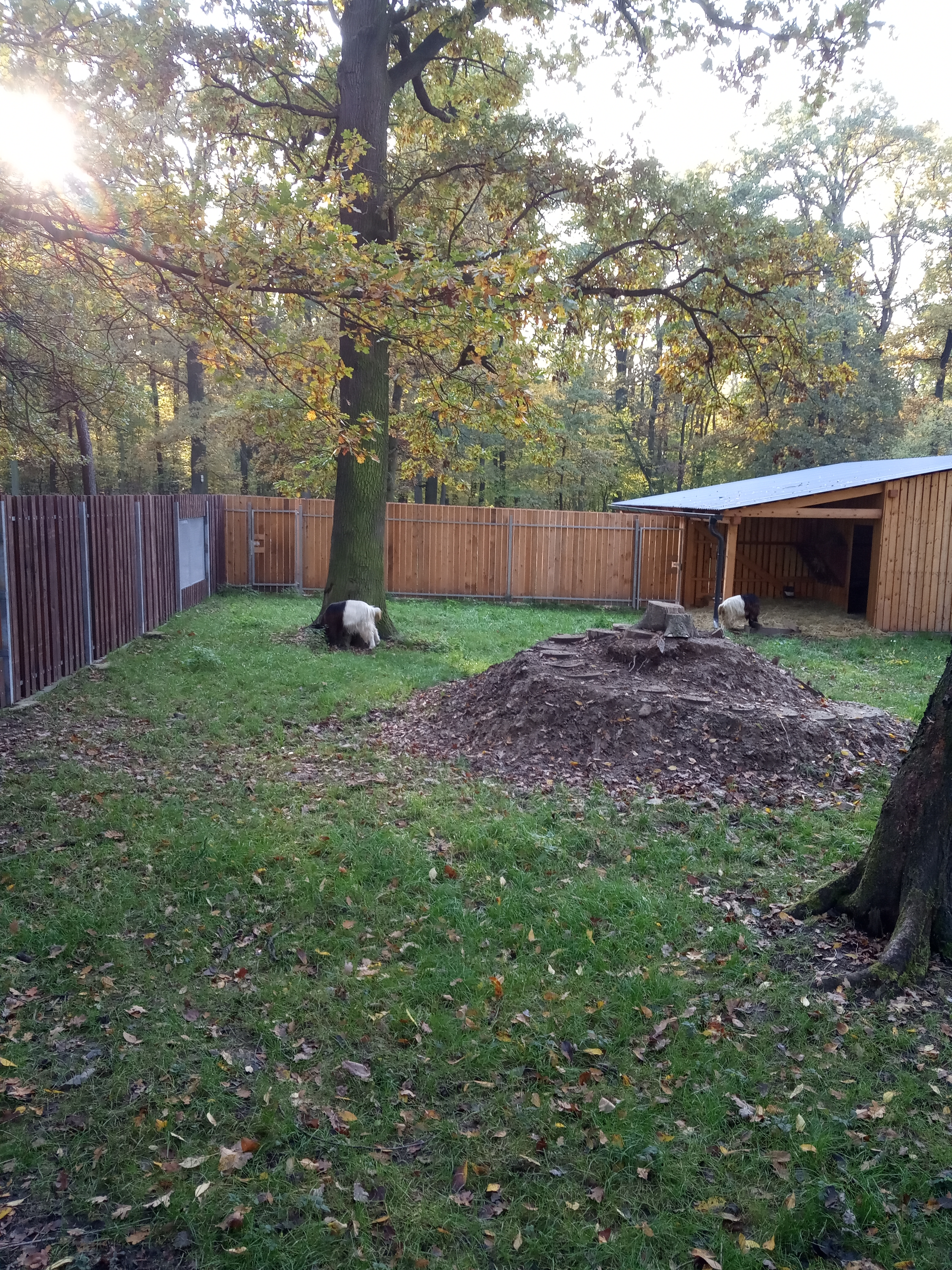
Zookoutek Praha–Kamýk: výběh kozy domácí–walliské (Capra hircus)
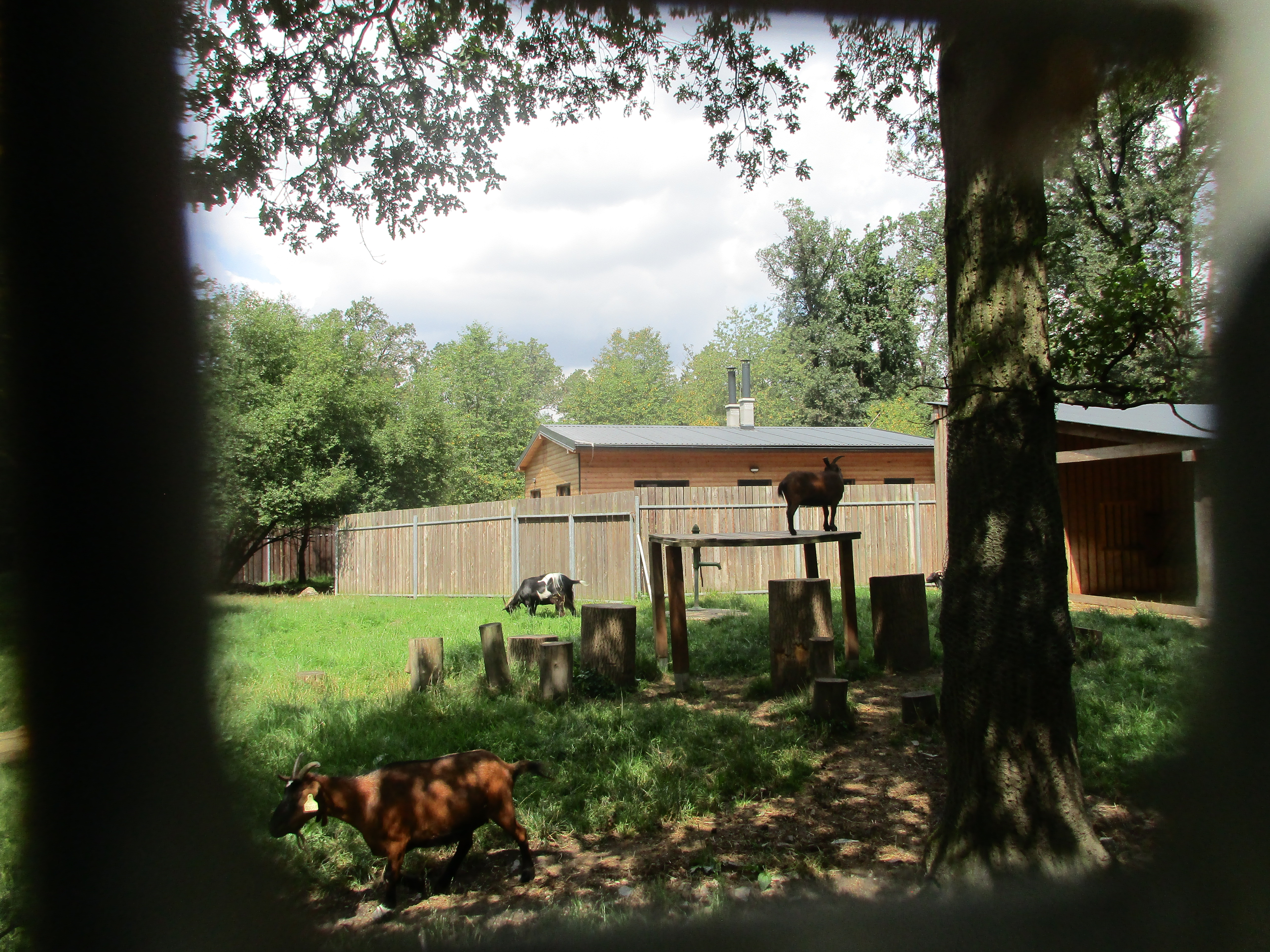
Zookoutek Praha–Kamýk: výběh: kozy kamerunské (Capra hircus)

V roce 2020 jinonická záchranná stanice zajistila celkem 312 akcí s tematikou záchrany volně žijících živočichů, kterých se zúčastnilo 8 291 návštěvníků. V této statistice je zahrnuto 53 programů pro školy (celkem pro 920 účastníků); 1 osvětová akce pro veřejnost (200 lidí) a 1 exkurze (10 osob).
Příspěvková organizace Lesy hl. m. Prahy spravuje celkem 4 lesní zookoutky, ve kterých žije 122 jedinců 35 druhů (stav ke konci roku 2020).
- Největší zookoutek je u chuchelské hájovny (29 druhů zvířat: např. jelen evropský, prase divoké, rys ostrovid, liška obecná).[3]
- Nejstarší zookoutek je „Divoká zahrada Hostivař“ (výběh bílých daňků; mufloní dvojice; jezírko pro labutě, kachny a další vodní opeřence).[3]
- Nejmenší zookoutek je u kunratické hájovny v Kunratickém lese (skupina daňků evropských).[3]
- V roce 2020 byla dokončena celková rekonstrukce areálu zookoutku u kamýcké hájovny (výběhy pro walliserské kozy a kamerunské kozy; voliéra pro bažanty).[3]

## Financování
Provoz jinonické záchranné stanice pro zraněné volně žijící živočichy je finančně velmi náročný. Prostředky od široké veřejnosti (drobných dárců a podporovatelů) jsou získávány buď formou sponzorování konkrétních živočichů či formou adopce konkrétních trvale handicapovaných zvířat nebo přímým bezhotovostním převodem peněz na transparentní bankovní účet.

### Sponzoring
V roce 2020 podpořilo jinonickou záchrannou stanici 72 sponzorů, kteří zaslali peníze na nákup vybavení (přepravky, klece, misky, podestýlka, apod.) nebo dedikovali svoje finanční prostředky konkrétně na péči o jedince, jenž se na stanici nejčastěji dostávají (ježci, veverky, labutě, poštolky, kalousi či zajíci).

### Adopce
V roce 2020 evidovala jinonická stanice 91 tzv. adoptivních rodičů, z nichž každý zaplatil předem stanovenou pevnou částku potřebnou k uhrazení části ročních nákladů na krmivo a péči o konkrétní trvale handicapované zvíře. Tito jedinci nemohou být vypuštěni do volné přírody, žijí buď přímo v lokalitě stanice nebo v některém z výše zmíněných lesních zookoutků.

### Doprovodné prodeje
Další formou podpory provozu (konkrétně nákup krmení a vybavení) záchranné stanice je doprovodný prodej sady charitativních zvířátkových (labuť, srnec a zajíc) vykrajovátek na vánoční cukroví a nástěnných kalendářů (formátu A3) nazvaných „Oči pražské přírody 2023“ se 12 fotografiemi některých zvířecích pacientů záchranné stanice.

## Původní stav
Od roku 2012 se fungování záchranné stanice dlouhodobě odehrávalo v poddimenzovaných a navíc i nevyhovujících (jak pro zaměstnance, tak i pro zvířecí klienty) provizorních podmínkách. Zvířecí záchranáři (11 zaměstnanců, dále brigádníci a dobrovolníci) pracovali v ošetřovnách tvořených jednoduchými stavebními („obytnými“) buňkami; jejich svěřenci byli umisťováni v dočasných voliérách apod.

Původní stav (retro fotografie)
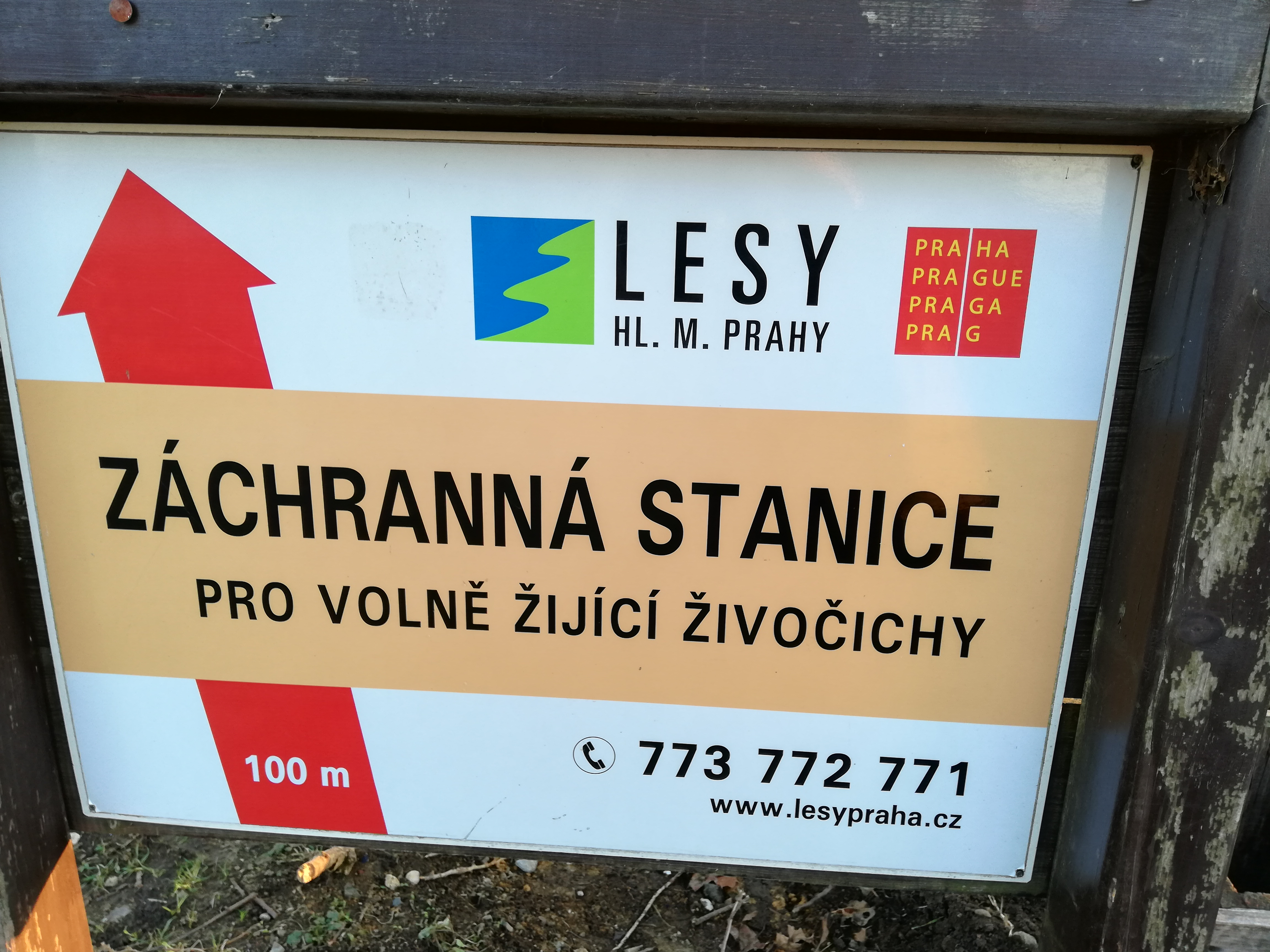
Původní informační tabule u záchranné stanice
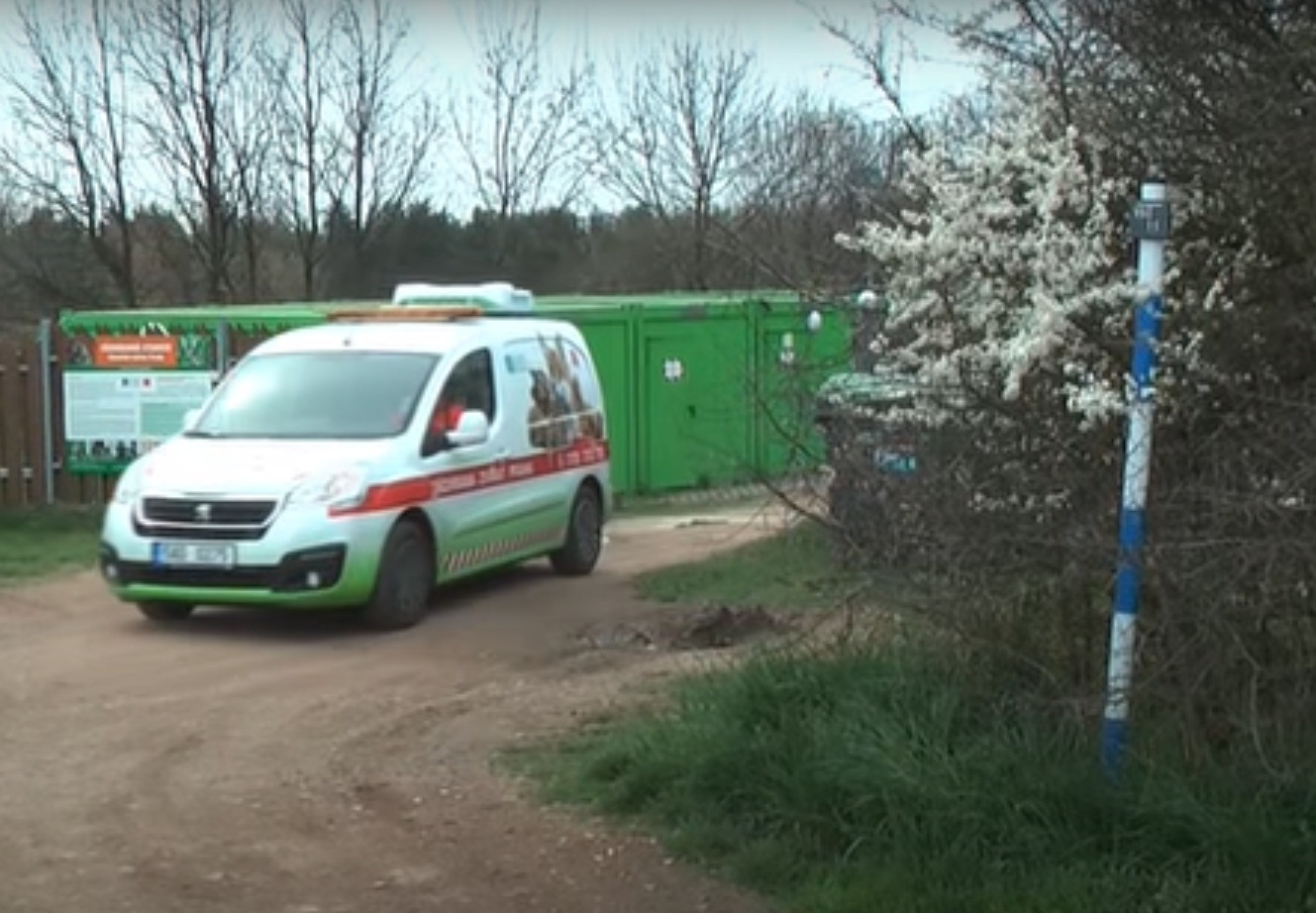
Výjezd zásahového vozidla z brány původní záchranné stanice
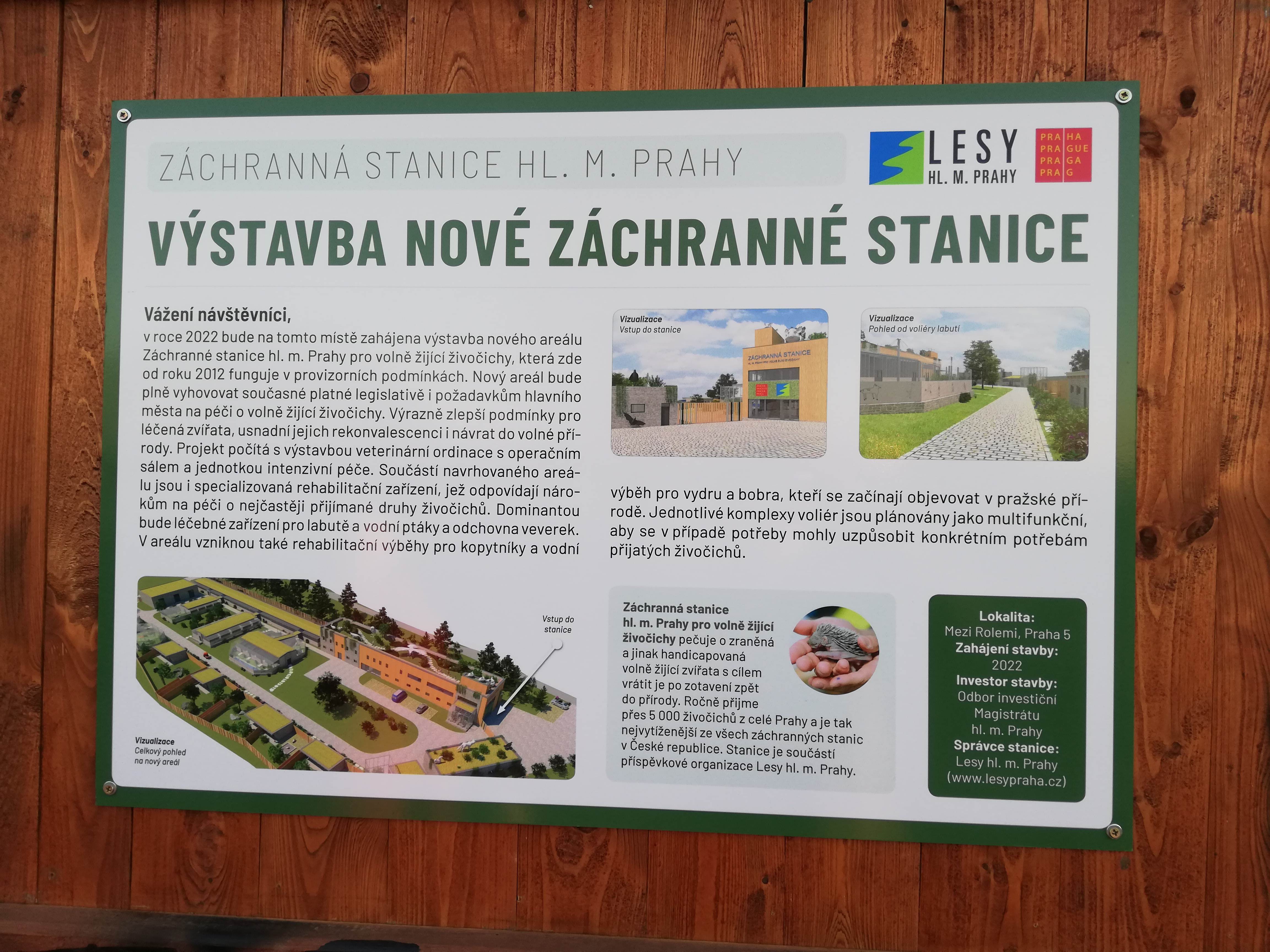
Informační tabule oznamující zahájení stavby nové záchranné stanice

## Plánování výstavby nové stanice
Výstavbu nové záchranné stanice plánovalo hlavní město Praha již delší dobu. Provozovatel stanice – Lesy hlavního města Prahy – vědom si této skutečnosti – požádal v roce 2019 o územní rozhodnutí a následně získal stavební povolení na komplexní rekonstrukci (resp. výstavbu nového) objektu, jehož investiční rozpočet se opíral o odhad nákladů ve výši 173 milionů korun (bez DPH). Realizace celého projektu měla být zahájena v roce 2020 s tím, že areál měl být dokončen za dva roky tedy v roce 2022.

## Požadavky na novou stanici
Nový areál měl být navržen a dimenzován na kapacitu 800 ošetřovaných jedinců)
Nová záchranná stanice měla být vybavena (v hlavní budově) veterinární ordinací (s operačními sály) doplněnou několika jednotkami intenzivní péče pro zvýšení šancí těžce zraněných zvířat na přežití. Zároveň měl být v objektu navržen a vybudován komplex specializovaných rehabilitačních zařízení (voliér a výběhů). Na hlavní budovu měl navazovat multifunkční komplex s univerzálními voliérami (případně přizpůsobitelnými i konkrétním potřebám jiných aktuálně ošetřovaných živočišných druhů) určenými pro rekonvalescenci jednotlivých léčených zvířat. Nedílnou součástí záchranné stanice má být i nezbytné zázemí pro zaměstnance, dále pak například přípravna krmiv, izolace a v neposlední řadě i kafilerní sklad.
Areálu nové záchranné stanice mělo vévodit samostatné léčebné zařízení pro vodní ptáky, labutě a pro krkavcovité ptáky; dále se zde měly nacházet voliéry pro šelmy a dále pak tzv. „odchovna veverek“ (komplex voliér pro péči o mláďata veverek). V areálu měly navíc vzniknout také rehabilitační výběhy pro kopytníky, rozletová voliéra pro ptáky, výběh pro vodní ptáky a vodní nádrž. Nádrž má sloužit jako „vodní výběh“ pro vodní savce (vydry a bobry, protože i tyto druhy se začínají objevovat na některých lokalitách v pražské přírodě). Cílem bylo, aby nový areál záchranné stanice byl schopen přijmout a ošetřit jakékoliv zraněné volně žijící zvíře s výjimkou medvěda hnědého.
Areál nové záchranné stanice měl být navržen v souladu se Strategií adaptace hl. m. Prahy na klimatickou změnu a její provoz by měl být ekologičtější (jímání dešťové vody, zelené střechy budov apod.). Provoz nového areálu měl též umožnit posílení početního stavu zvířecích záchranářů o další pracovníky (brigádníky). Nový areál měl disponovat i „návštěvnickými možnostmi“, jakož i poskytovat prostor pro organizování vzdělávacích programů a aktivit určených pro zájemce z řad veřejnosti a pro školy.

## Období výstavby
Podle původního zámyslu projektu mělo budování nového areálu probíhat při současném provozu stávajícího zařízení za přispění citlivé koordinace a rozdělení výstavby do několika dílčích etap. Také se počítalo s tím, že by (během výstavby) měla být využívána kapacita detašovaných pracovišť – lesních zookoutků (především toho v Malé Chuchli).
Ještě před zahájením výstavby nové záchranné stanice v Jinonicích došlo k přemístění personálu i zvířecích klientů (těch bylo cca 500) z jinonického provizoria (areálu nedaleko Prokopského údolí) do dalšího provizoria – veřejnosti nepřístupné části Zahradnictví Ďáblice v Praze 8 (to je rovněž provozováno příspěvkovou organizací Lesy hl. m. Prahy). Vlastní stavba jinonického areálu byla odstartována v únoru 2023, investorem stavby bylo hlavní město Praha, realizátorem stavby pak společnost VW Wachal a. s. Oproti plánovaným nákladům (viz výše) nakonec město zaplatilo za záchrannou stanici celkovou sumu 407 milionů Kč (včetně DPH).
Pražská záchranná stanice patří mezi ty nejvytíženější ze všech záchranných stanic v České republice (každoroční příjem cca 6000 živočichů). Ač fungovala v „ďáblickém provizoriu“ přesto se v roce 2024 postarala o 6 790 zvířecích pacientů (celkově se jednalo o 143 různých druhů živočichů). Toto číslo je o 1 050 „zvířecích klientů“ vyšší než zaměstnanci stanice ošetřili v roce 2023. Maximální plánovaná a udržitelná roční kapacita nové jinonické záchranné stanice má být 10 tisíc zvířecích klientů.

## Znovuotevření stanice
Slavnostní zahájení provozu (pod příspěvkovou organizací Lesy hlavního města Prahy) nového jinonického areálu se uskutečnilo za přítomnosti zástupců vedení Prahy ve středu 16. dubna 2025. 
Nový areál záchranné stanice je místem, kde propojíme nejvyšší standardy péče o zvířata s moderním přístupem k životnímu prostředí. A také, kde se v mnohem větší míře budeme věnovat šíření osvěty o tom, jak komplexní a vzájemně propojený je svět zvířat, lidí a přírody. Nové moderní vybavení a zázemí je vybudované tak, aby usnadňovalo nejen léčbu zvířat, ale i rehabilitaci, která je klíčovým krokem k jejich úspěšnému navracení zpět do volné přírody. Záchranná stanice ale bude nejen útočištěm pro zraněné divoké živočichy, ale zároveň prostorem, který nabídne Pražanům nové příležitosti k poznání přírody zblízka. ... Věřím, že se stane oblíbeným místem pro školy i jednotlivce, kteří chtějí lépe porozumět tomu, jak můžeme společně chránit naše zvířecí přátele. Tento projekt je zkrátka důkazem, že Praha dokáže být inovativní, ohleduplná k přírodě a schopná vybudovat multifunkční edukační centrum, které může být inspirací i pro další evropské země. Je to něco, na co můžeme být právem hrdí.
Jiří Pospíšil, Při příležitosti slavnostního otevření areálu záchranné stanice, 
Velké díky patří celému týmu záchranné stanice v čele s paní vedoucí Veronikou Kraslovou z organizace Lesy hl. m. Prahy a panem ředitelem Lesů Ondřejem Paličkou za jejich neuvěřitelné nasazení. Po dobu výstavby dokázali fungovat v dočasných prostorách v Ďáblicích, což rozhodně nebyl nejjednodušší úkol. Jen pro představu velké stěhování do Jinonic se kromě zaměstnanců týká také zhruba pěti stovek zvířecích pacientů. Přeji všem zúčastněným pevné nervy a ideálně i bezproblémové zabydlení v novém sídle.
Jana Komrsková, Při příležitosti slavnostního otevření areálu záchranné stanice, 
Záchranná stanice je provozována každý den od 7 do 22 hodin, adresa i pohotovostní nonstop telefonní linka zůstaly zachovány. Nová záchranná stanice nemá stanovenu (a ani plánovanou) žádnou standardní „otvírací dobu“ pro návštěvníky, ale přítomnost přednáškového sálu v hlavní budově a zelené střechy objektu (externí edukativní prostor i místo, odkud je možné sledovat celkový provoz záchranné stanice aniž by byli její zvířecí klienti rušeni) jsou místa, kde je počítáno s organizovanými prohlídkami, exkurzemi, semináři, přednáškami a vzdělávacími programy pro školy i zájemce z řad široké veřejnosti. Kapacity a prostory záchranné stanice jsou uzpůsobeny i pro realizaci „dnů otevřených dveří“, zájmových kroužků pro děti, případných praxí či příměstských táborů pro mladé přírodovědce.

## Stav po otevření stanice
Záchranná stanice hlavního města Prahy pro volně žijící živočichy zabírá nyní rozlohu deset tisíc metrů čtverečních. Jsou zde různé typy léčebných voliér a výběhů, veterinární ošetřovna, operační sál, jednotka intenzivní péče (JIP), přípravna krmiv, místo pro izolaci či kafilerní sklad. Vedle hlavní budovy stojí stometrová univerzální voliéra určená předvším pro ptáky. Na pozemku stanice je jezírko pro labutě a další jezírko pro kachny, stojí zde rozletové voliéry pro dravce a noční sovy, rozběhové voliéry pro veverky, větší výběh pro vlka nebo prostory pro kopytníky.

### Fotogalerie

Některé vnitřní prostory záchranné stanice
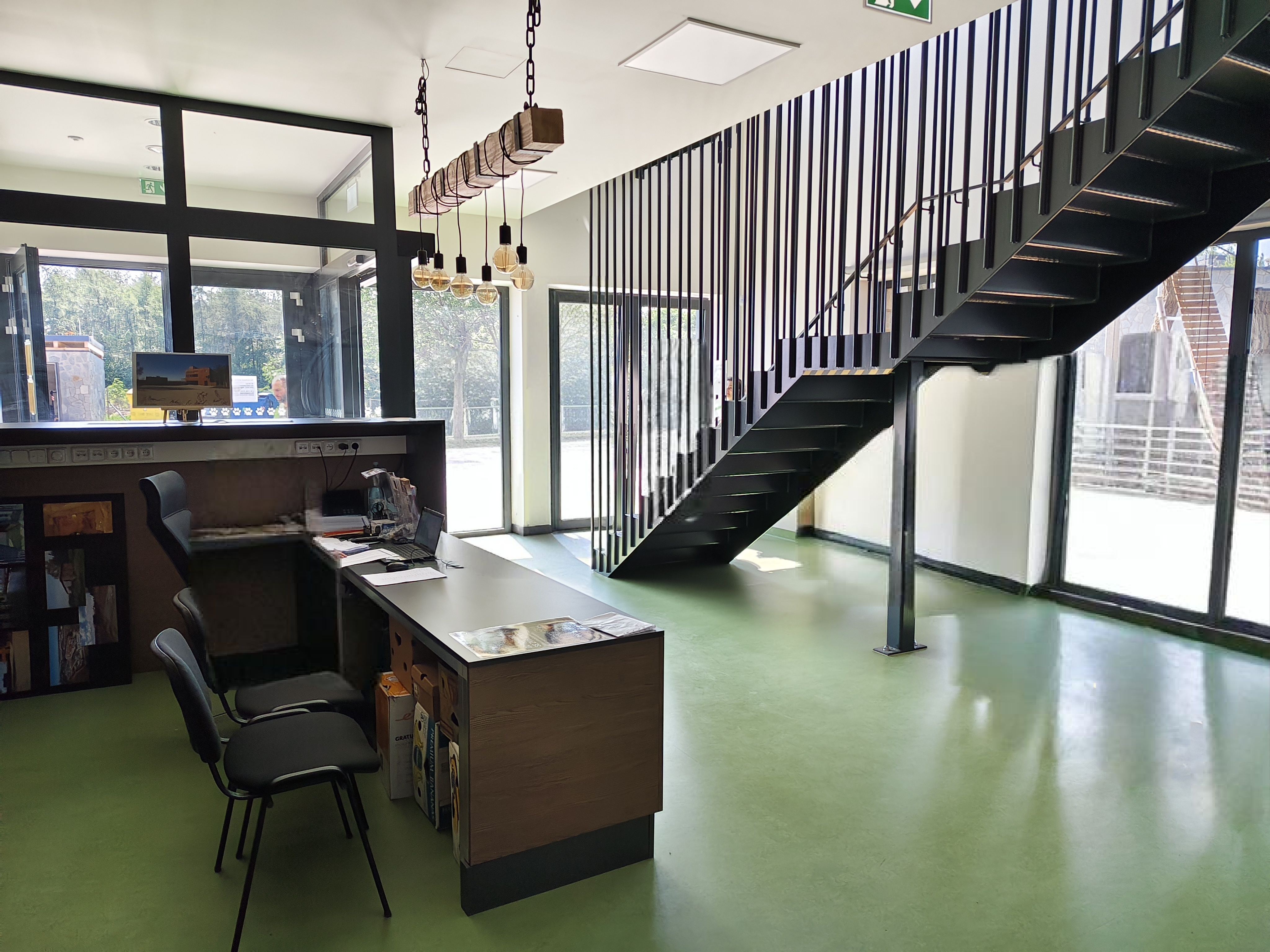
Recepce v hlavní budově
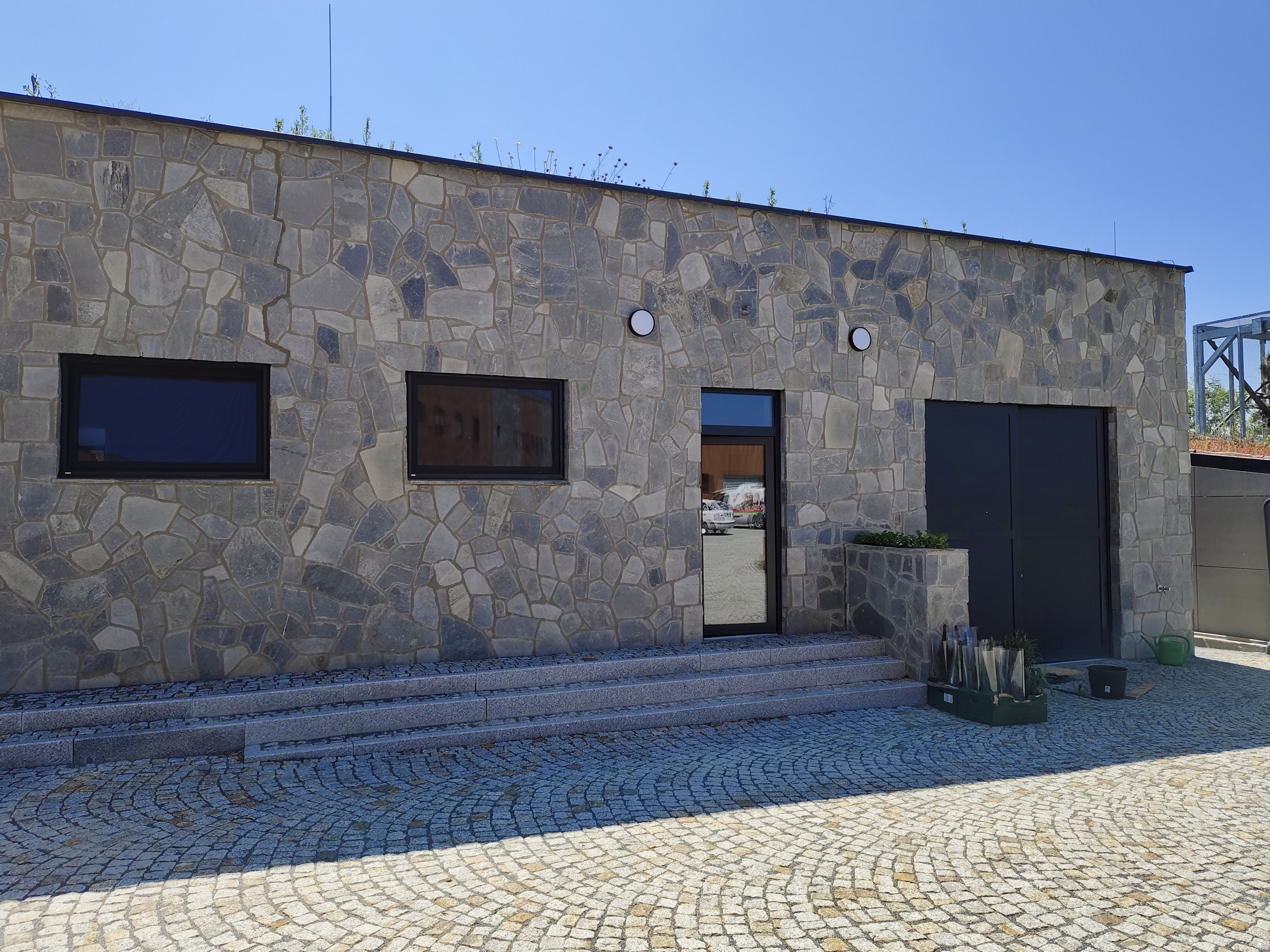
Budova karantény
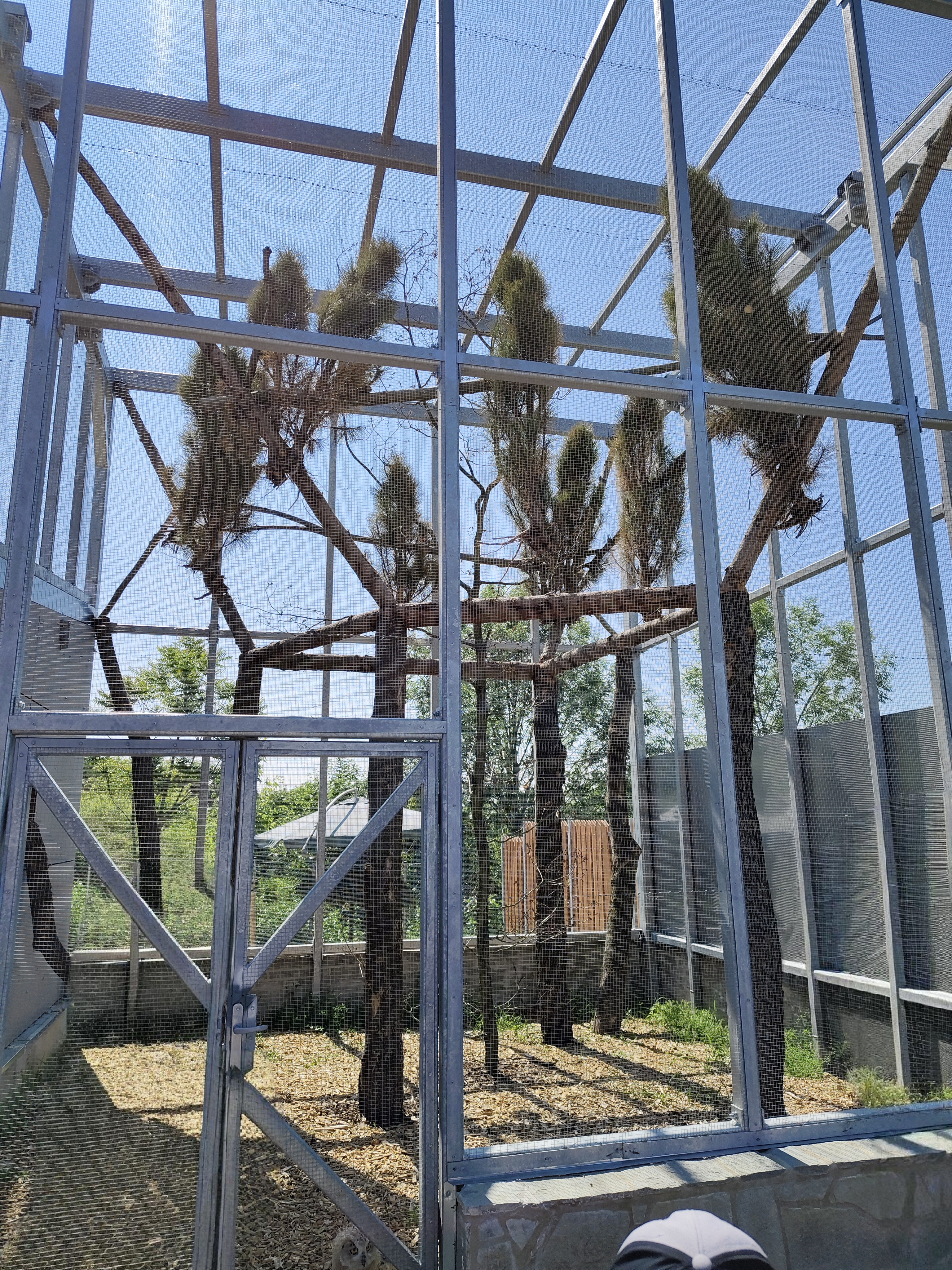
Rozběhová voliéra veverek
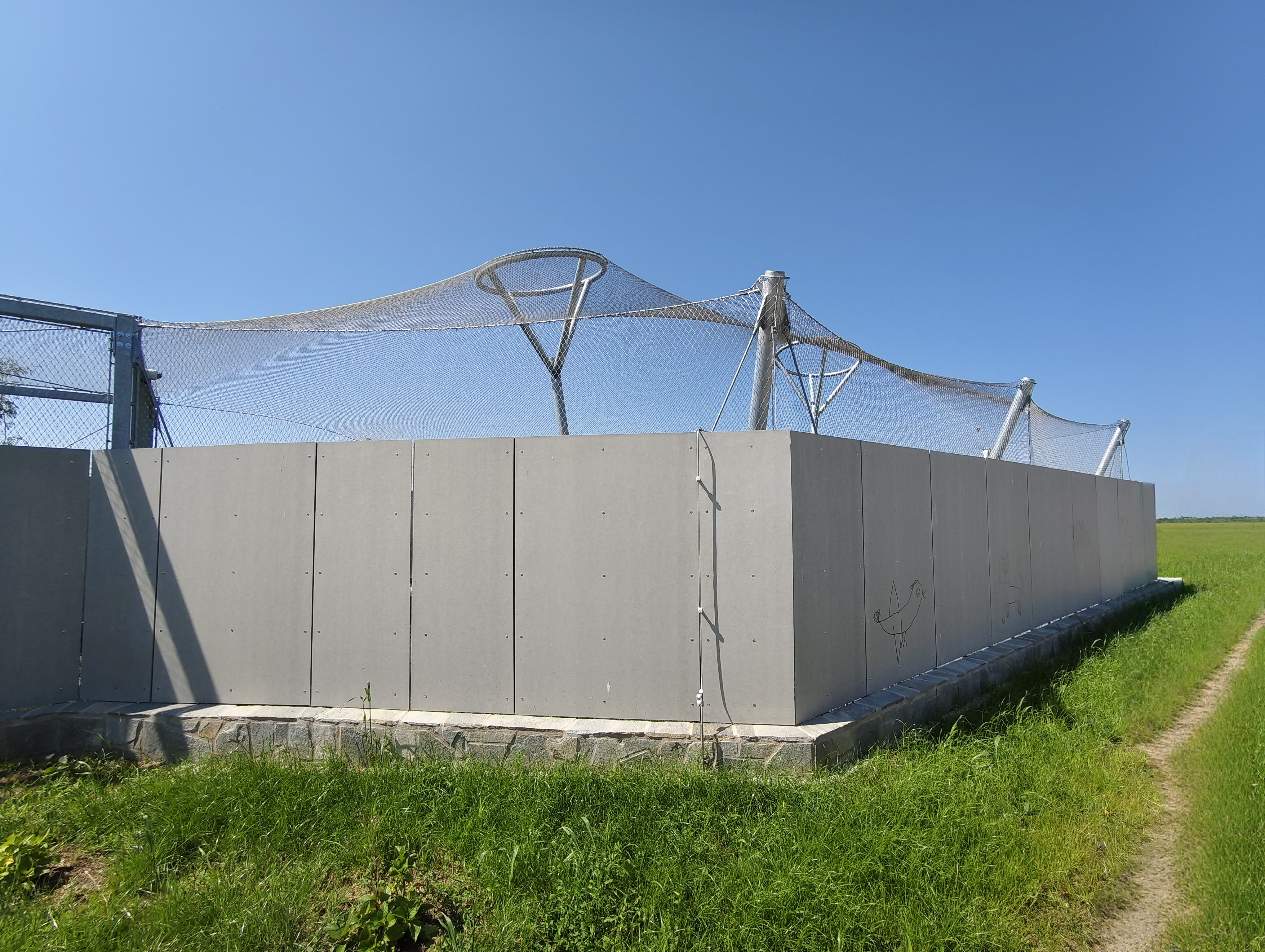
Rozletová voliéra dravců a nočních sov
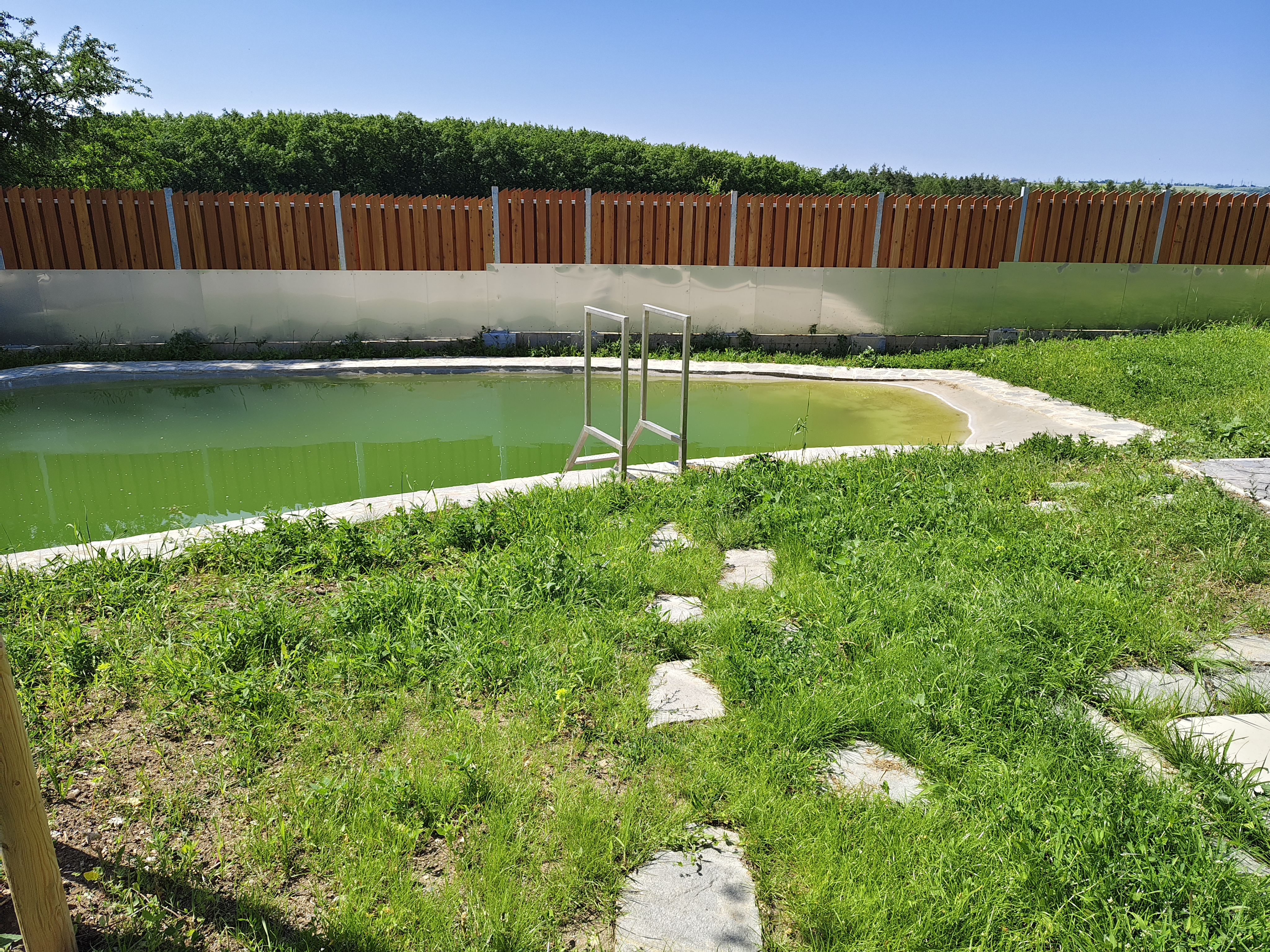
Venkovní jezírko pro labutě
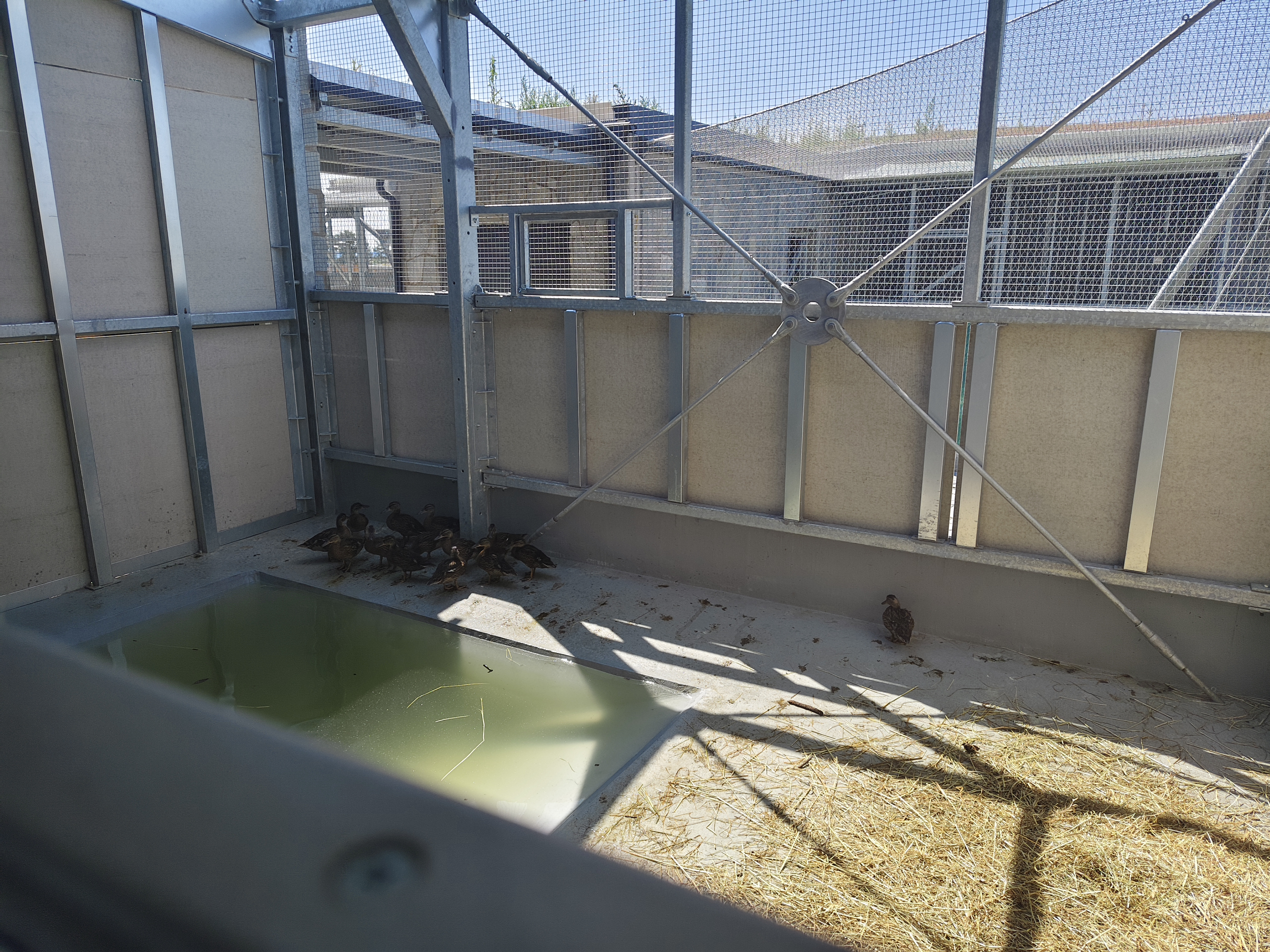
Vnitřní ubykace kachen
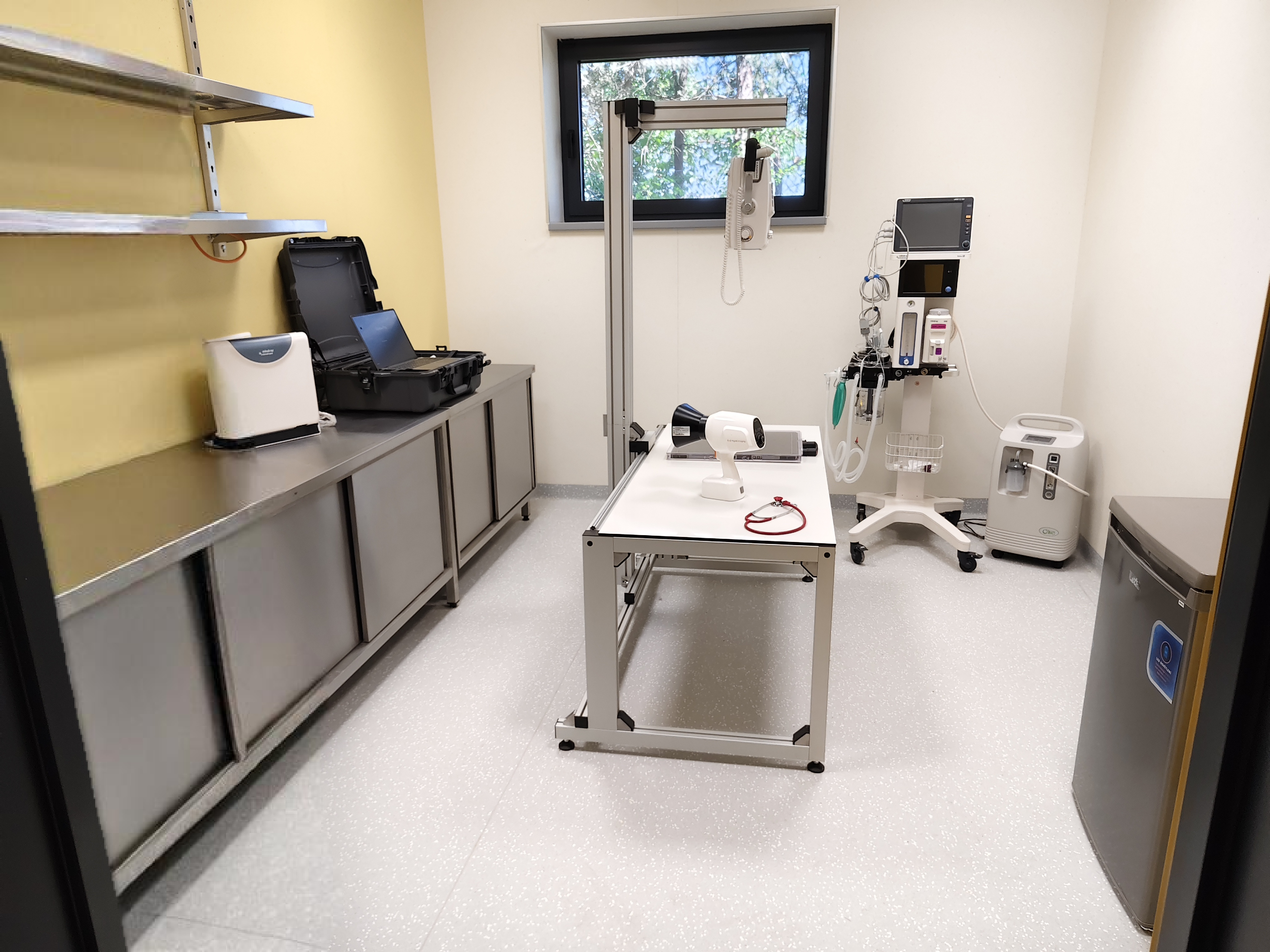
Veterinární ošetřovna
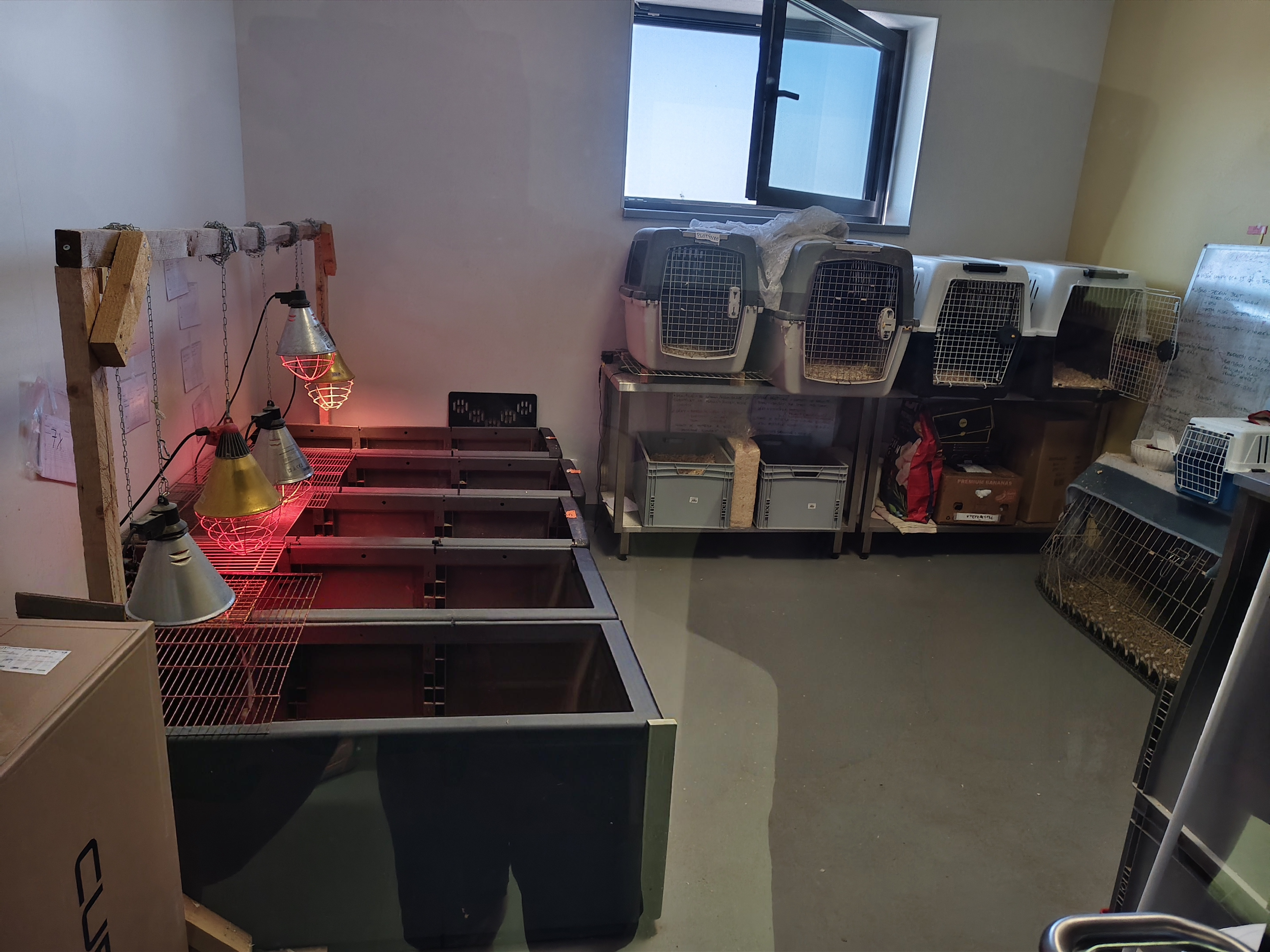
Jedno z mnoha specializovaných pracovišť